# Ренуар, Пьер Огюст
Пьер Огю́ст Ренуа́р (фр. Pierre-Auguste Renoir [pjɛʁ oɡyst ʁənwaʁ]; 25 февраля 1841, Лимож — 3 декабря 1919, Кань-сюр-Мер) — французский живописец, рисовальщик и скульптор, один из основных представителей импрессионизма в изобразительном искусстве. Известен, в первую очередь, как мастер светского портрета, картин в жанре ню, не лишённых сентиментальности. Он был также рисовальщиком пастелью, гравёром, литографом, скульптором. Ренуар первым из импрессионистов снискал успех у состоятельных парижан, разработав лёгкий стиль и особую технику живописи. В середине 1880-х годов он фактически порвал с импрессионизмом, вернувшись к эстетике классицизма, к «энгризму». За большую творческую жизнь в течение шестидесяти лет он создал около четырёх тысяч картин.

## Семья
С 1890 года женой Ренуара была Алина Шариго. Их сыновья — знаменитый кинорежиссёр и писатель Жан Ренуар (1894—1979), актёр театра и кино Пьер Ренуар (1885—1952). Третий сын — Клод «Коко» Ренуар (1901—1969) — кинорежиссёр, художник-керамист, не путать с внуком Клодом Ренуаром, кинопродюсером. Брат Пьера Огюста — Эдмон Ренуар (1848—1944) — известный французский журналист.

## Биография
Пьер Огюст Ренуар родился 25 февраля 1841 года в Лиможе — городе на юге Центральной Франции. Ренуар был шестым ребёнком из семи детей (двое из которых умерли) небогатого портного по пошиву мужского платья Леонара Ренуара (1799—1874) и швеи Маргариты (урождённая Мерле; 1807—1896).
В 1844 году Ренуары переехали в Париж, где отец надеялся поправить материальное положение, и поселились на улице Библиотеки (rue de la Bibliothèque), расположенной недалеко от Лувра. После этого по разным причинам семья сменила ещё несколько адресов. В столице Огюст поступил в католическую школу Братства христианских школ и в церковный хор при церкви Сент-Эсташ в центре города. У него оказался такой голос, что регент хора, композитор Шарль Гуно, пытался убедить родителей мальчика отдать его учиться музыке.
Но у Огюста проявился дар художника. Когда ему исполнилось тринадцать лет, он начал помогать семье, устроившись на фабрику по производству фарфора на улице Фоссе-дю-Тампль, 76 (11 округ Парижа). Там он научился расписывать фарфоровые тарелки и другую посуду. Некоторые из этих изделий он хранил всю жизнь. В мастерской он получил прозвание «господин Рубенс». Вероятно это связано с тем, что его талант стал неожиданностью для окружающих (Анри Перрюшо) или его восхищением фламандским мастером (Барбара Эрлих-Уайт). В своём деле он достиг значительных успехов. Хозяин поручил ему расписывать пользующиеся спросом десертные тарелки с изображением королевы Марии-Антуанетты, став платить по три су за штуку. Кроме того, Ренуар стал обучаться обжигу фарфоровых ваз. Позже хозяин поручил ему расписывать сервизы.
При первой возможности Пьер шёл в Лувр, где в первую очередь интересовался античным искусством. Некоторое время живопись его не привлекала, так как его воображение было поглощено скульптурой. После того как он оценил живопись, его любимыми художниками стали Франсуа Буше, Антуан Ватто и Фрагонар. Когда в 1858 году на фабрике вместо ручной росписи стали использовать механическую печать («деколь») возникли трудности. Ренуар уволился и несколько месяцев был без работы. Он стал перебиваться случайными заработками: расписывал веера и ширмы, рисовал гербы, выполнял росписи помещений. Позже художник вспоминал, что украсил около двадцати парижских кафе. Увидев объявление о поиске художника для росписи штор, он устроился в мастерскую по их производству. Там он также достиг больших успехов и стал получать по 30 франков за каждую штору, а в день он расписывал по три штуки. Поняв, что родители не смогут материально помочь ему поступить в школу живописи, стал самостоятельно откладывать деньги.

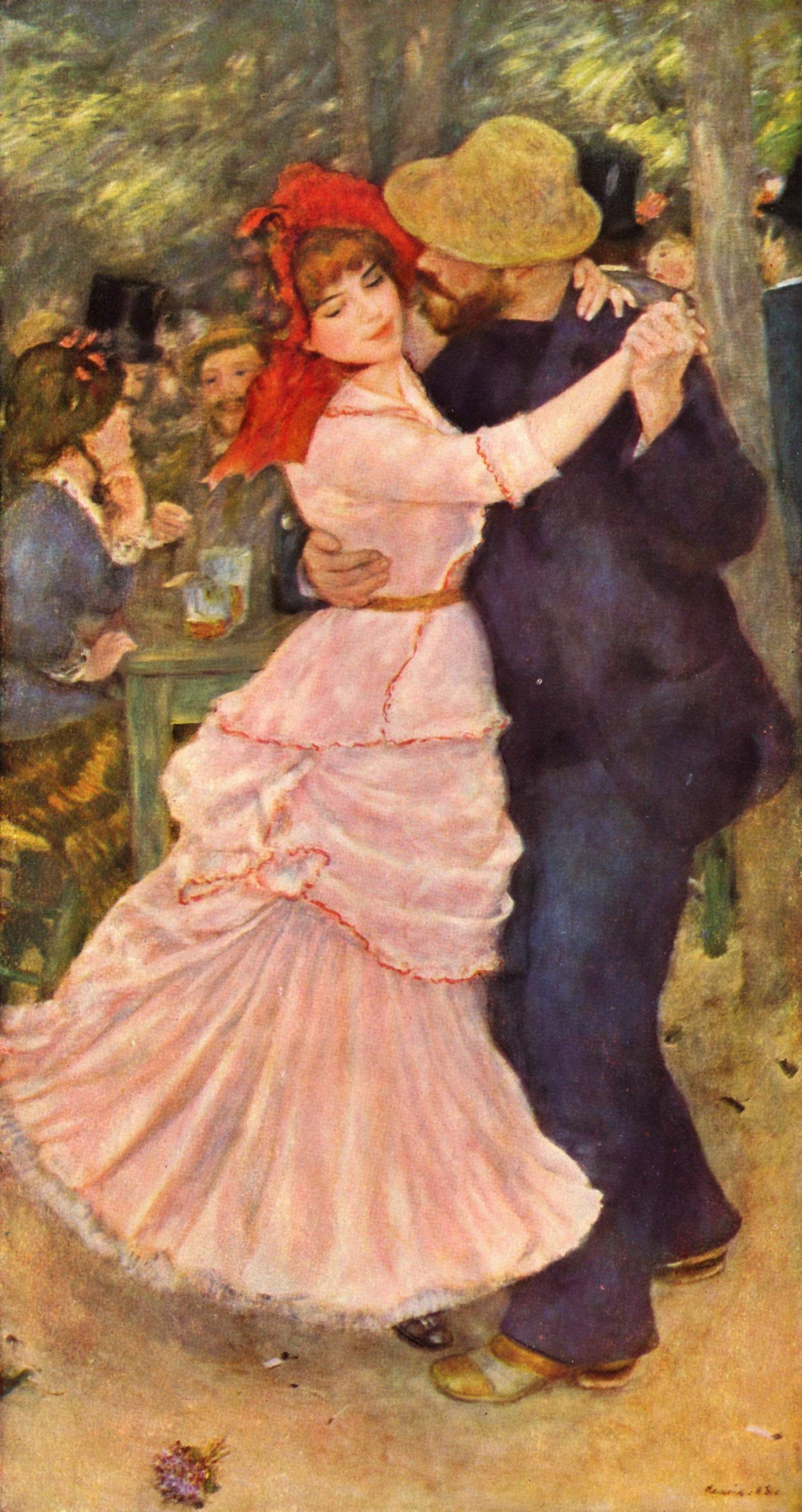
Танец в Буживале. 1883. Холст, масло. Музей изящных искусств, Бостон, Массачусетс, США

Начиная с 1858 года Ренуар стал писать большие картины. Сохранился портрет матери Ренуара, художник любил эту картину и хранил её в своей коллекции. В свободное время Пьер Огюст стал ходить на занятия по рисунку в бесплатную городскую художественную школу. В 1862 году Ренуар брал уроки живописи у Эмиля Синьоля и Шарля Глейра, последний разглядев в своём ученике художественный талант даже отказался брать с него плату.
В Школе изящных искусств Ренуар подружился с Анри Фантен-Латуром, страстным поклонником Эжена Делакруа. В 1862 году в Школу поступили Альфред Сислей, Фредерик Базиль, Клод Моне. На почве близких личных интересов и устремлений между ними и Ренуаром завязались дружеские отношения и они создали нечто вроде «группы». Особенно он сдружился с Клодом Моне, с которым часто писал вместе и снимал жильё. Вскоре они подружились с Сезанном и Писсарро, так сложилась основа будущей группы импрессионистов. Позднее Ренуар вспоминал, что общение в школе способствовало развитию их живописи: «Посещать художественные классы очень важно, поскольку, если всё время работаешь один, приходишь к убеждению, что все твои работы очень хороши. В художественной школе ты видишь, что делает сосед. Увидеть, что у соседа получилось лучше, очень полезно». С 1863 по 1890 год Ренуар посылал свои картины в академический Парижский салон, где ему отказывали четыре раза, но десять раз приняли.
Чтобы заработать Ренуару вновь пришлось взяться за роспись штор. В этот период он стал писать портреты, но деньги за них не брал, так как моделями были его друзья. Он стал известен как начинающий портретист и стал получать за картины несколько десятков франков, также брал плату продуктами. Его привлекало искусство художников барбизонской школы, о чём он позднее рассказывал: «Я столбенел от изумления перед картинами Руссо и Добиньи. То, что среди них самый великий человек Коро — мне стало ясно сразу. Его никогда не забудут. Мода не властна над ним, как и над Вермеером Делфтским. Я возненавидел Милле. Его сентиментальные крестьяне напоминали мне актёров, наряженных в поселян. Сердце моё принадлежало Диасу. Он был мне доступнее. Я говорил себе, что если бы я был художником, то хотел бы писать, как он, что, возможно, мне бы и удалось».
В январе 1864 года Шарль Глейр по состоянию здоровья закрыл свою студию-мастерскую, в которой занимались многие молодые художники, о чём Ренуар сильно сожалел. В апреле того же года Пьер Огюст Ренуар сдал экзамен в Школе изящных искусств и после этого уже нигде не учился.
В 1865 году, в доме своего друга, художника Жюля Ле Кёра, он познакомился с 16-летней Лизой Трео. Она вскоре стала возлюбленной Ренуара и его любимой моделью. В 1870 году у них родилась дочь Жанна Маргерит, но Ренуар отказался признать отцовство официально и жениться на Лизе. Их связь продолжалась до 1872 года, когда Лиза оставила Ренуара и вышла замуж за другого. В 1868 году родители Ренуара вышли на пенсию, после чего переехали в Лувесьен (пригород Парижа).
Творческая карьера Ренуара временно прервалась в 1870—1871 годах, когда он был призван в армию во время франко-прусской войны, закончившейся сокрушительным поражением Франции. Службу он проходил в кирасирском полку, где научился уверенно держаться в седле, хотя до этого не имел дел с лошадьми. Также он стал давать уроки живописи дочери своего командира, который после заключения перемирия не хотел его отпускать, опасаясь волнений в Париже. 10 марта 1871 года он был отчислен из армии и в апреле прибыл в столицу.
В 1890 году Ренуар женился на Алине Шариго, с которой познакомился десятью годами раньше, когда та была 21-летней белошвейкой. У них уже был сын, Пьер, родившийся в 1885 году. После свадьбы у них появились ещё два сына — Жан, родившийся в 1894 году, и Клод (известный как «Коко»), родившийся в 1901 году и ставший одной из самых любимых моделей отца. К тому времени, когда окончательно сложилась его семья, Ренуар достиг успеха и славы, был признан одним из ведущих художников Франции и успел получить от государства звание кавалера Ордена Почётного легиона.
Однако со временем личное счастье и профессиональный успех Ренуара были омрачены болезнями. В 1897 году он сломал правую руку, упав с велосипеда. В результате у него развился ревматизм, от которого художник страдал до конца жизни. Из-за этого Ренуару стало трудно жить в Париже, и в 1903 году семья Ренуаров переехала в усадьбу под названием «Колетт» в небольшом городке Кань-сюр-Мер.

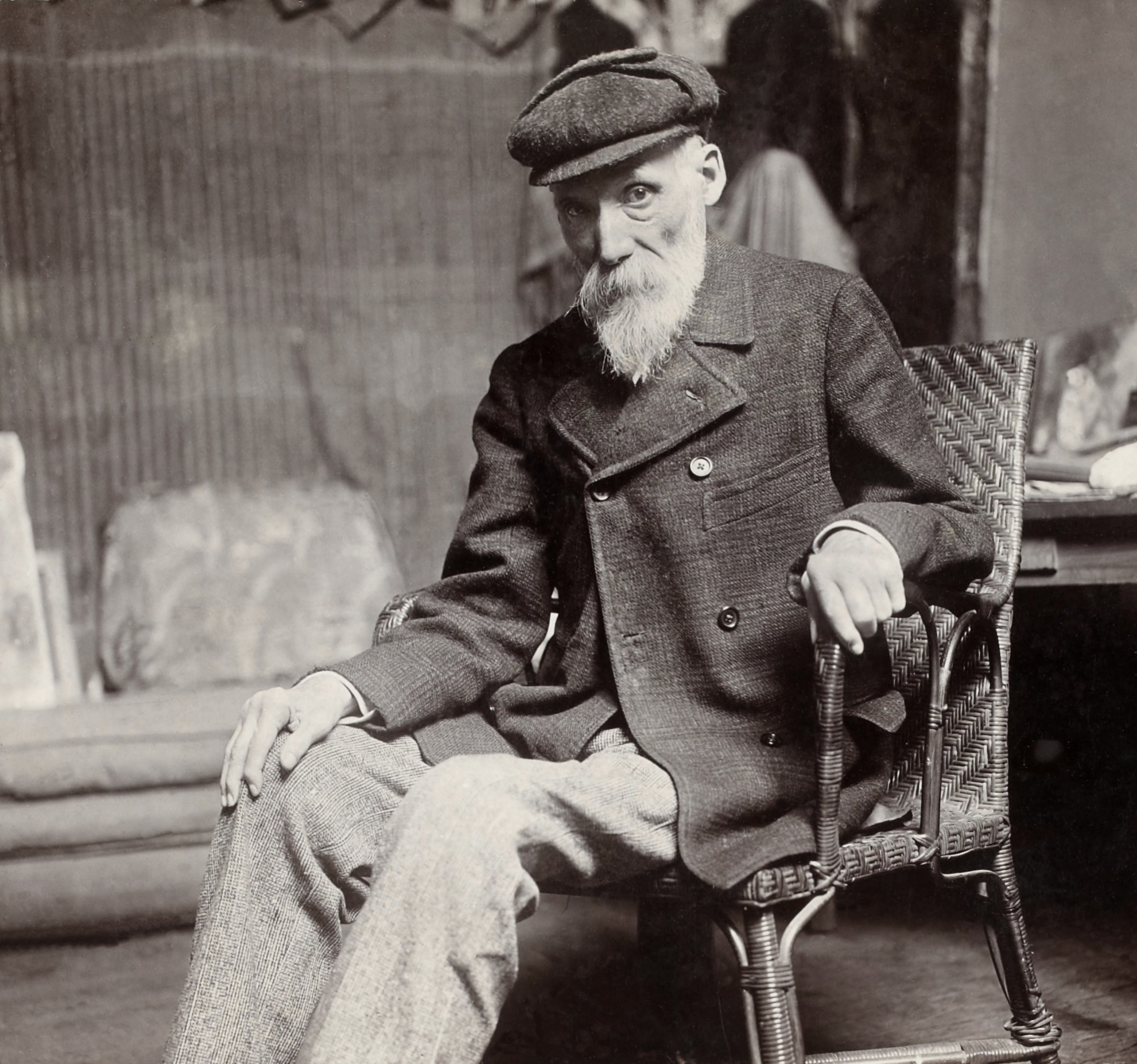
Огюст Ренуар в 1904 году. Фотография Дорнака из серии «Наши современники у себя дома» (Nos contemporains chez eux)

После приступа паралича, случившегося в 1912 году, несмотря на две хирургические операции, Ренуар был прикован к инвалидному креслу, однако продолжал писать кистью, которую вкладывала ему между пальцев сиделка. Также ему помогали перед мольбертом члены семьи. Описание методов работы в поздний период оставил в своей монографии художник Альбер Андре, близкий к Ренуару: «Меня неизменно ошеломляла и изумляла ловкость и уверенность движений его изувеченной руки… Он больше не может быстро менять кисти. После того как нужная выбрана и вложена в его парализованные пальцы, она перемещается от полотна к чашечке с водой — промытую кисть он снова опускает на палитру, набирает краски и возвращается к холсту. Когда рука немеет от усилия, кто-то должен вынуть кисть у него из пальцев — самому ему их не раздвинуть. Кроме того, ему нужно подавать сигареты и передвигать инвалидное кресло; он щурит один глаз и ворчит, если недоволен, а иногда устраивает себе разнос, прежде чем вернуться к работе». В связи с большим количеством работ Ренуара некоторое время обвиняли, что они созданы помощниками, а не лично им. Однако это опровергается воспоминаниями современников и несколькими документальными фильмами (например эпизод из фильма Саша Гитри «Наши»), в котором запечатлено как он работал.
В последние годы жизни Ренуар снискал славу и всеобщее признание. В 1917 году, когда его «Зонтики» были выставлены в Лондонской Национальной галерее, сотни британских художников и просто любителей живописи прислали ему поздравление, в котором говорилось: «С того момента, как ваша картина была вывешена в одном ряду с работами старых мастеров, мы испытали радость от того, что наш современник занял подобающее ему место в европейской живописи». Картина Ренуара экспонировалась и в Лувре. В августе 1919 года художник в последний раз навестил Париж, чтобы взглянуть на неё.
В конце ноября 1919 года Ренуар заболел воспалением лёгких в своём доме в Кань-сюр-Мер. Несмотря на болезнь он продолжал работать. 1 декабря позировал скульптору Марселю Жимону для бюста, а сам писал натюрморт с двумя яблоками. На следующий день несколько часов посвятил натюрморту со свежесрезанными анемонами. В это время одна из служанок услышала, что он пробормотал: «Мне кажется, что я начинаю что-то понимать…», а другая разобрала: «Сегодня я что-то постиг…». После этого художник заснул и члены семьи послали в Ниццу за лечившими его докторами. Один из них рассказал, что застрелил двух бекасов. Ренуар загорелся желанием их нарисовать: «Дайте мне палитру… Эти два бекаса…» В бреду он стал бормотать: «Эти два бекаса… Поверните налево голову этого бекаса… Дайте мне палитру… Я не могу писать его клюв… Скорее, дайте краски… Поменяйте местами этих бекасов…». Ему стало хуже и 3 декабря около двух часов ночи, на 79-м году жизни, Ренуар скончался от воспаления лёгких. Художника похоронили в Эссуа рядом с могилой жены.

## Творчество

### 1862—1873. Выбор жанров

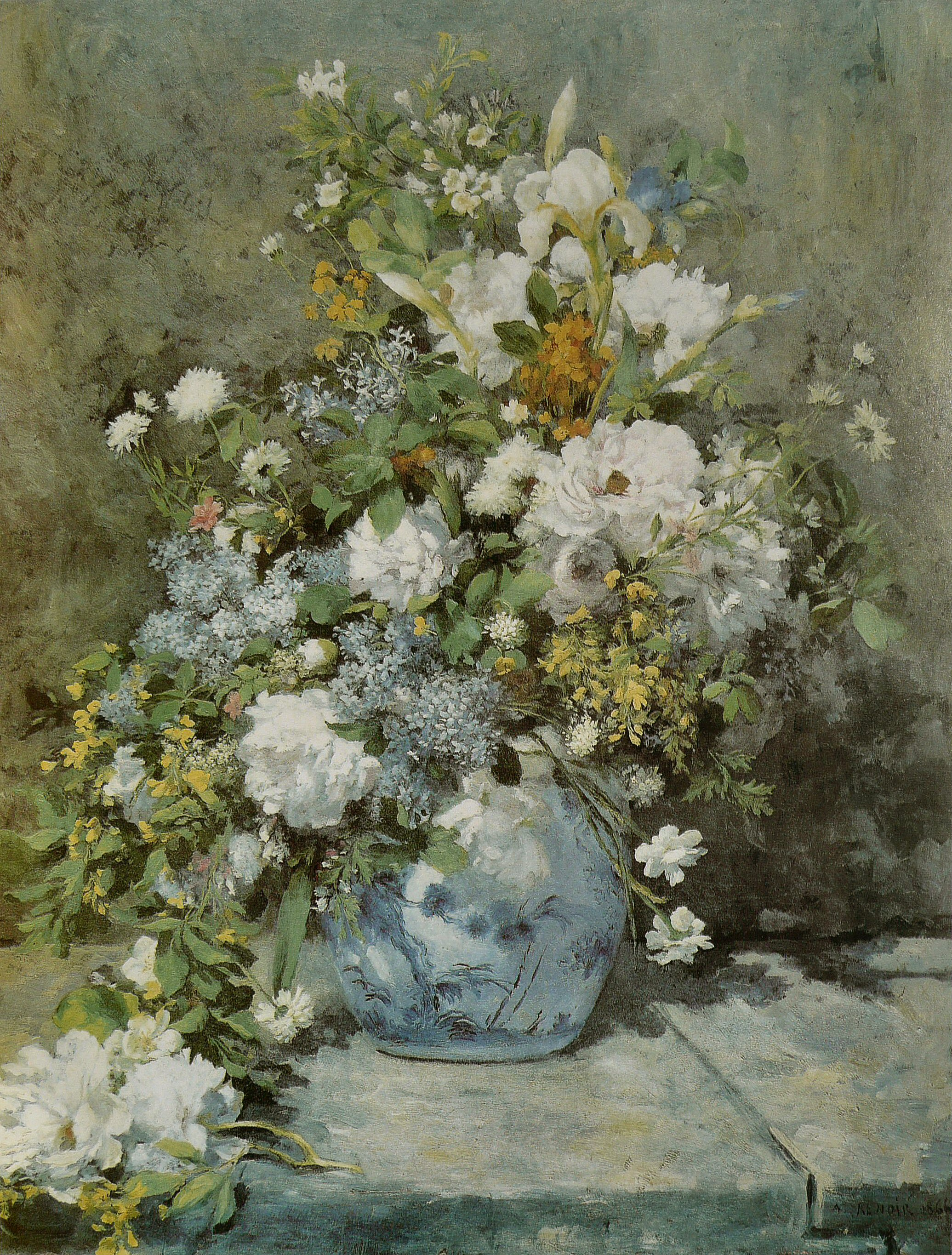
Букет весенних цветов. 1866. Холст, масло. Художественный музей Фогга, Кембридж, Массачусетс, США

В ранние годы Ренуар находился под влиянием живописи барбизонцев, а также Коро, Прюдона, Делакруа и Курбе. Когда Ренуар впервые представил в Парижский салон картину «Эсмеральда, танцующая среди бродяг». Её приняли, но, когда холст вернулся к нему, он его уничтожил.
Избрав в те годы основные жанры своего творчества, он не изменял им до конца жизни. Это пейзаж — «Жюль ле Кёр в лесу Фонтенбло» (1866), бытовые сцены — «Лягушатник» (1869), «Понт Неф» (1872), натюрморт — «Весенний букет» (1866), «Натюрморт с букетом и веером» (1871), портрет — «Лиза с зонтиком» (1867), «Одалиска» (1870), обнажённая натура (ню) — «Диана-охотница» (1867). С 1864 года, во многом из-за необходимости зарабатывать на жизнь, обратился к портретной живописи.

### 1874—1882. Борьба за признание

Бал в Мулен де ла Галетт. 1876. Холст, масло. Музей Орсе, Париж

В декабре 1873 года Ренуар с друзьями создал Анонимное кооперативное объединение художников живописцев, скульпторов и гравёров (будущая группа импрессионистов). Ренуар принимал деятельное участие в организации Первой выставки импрессионистов (15.04.1874—15.05.1874), проведённой товариществом. Ренуар представил на ней пастель и шесть живописных картин, среди которых были «Танцовщица» и «Ложа» (обе — 1874). Именно с этой выставки, с лёгкой руки Ренуара, обозначившего в каталоге придуманное им название картины Клода Моне «Впечатление. Восход солнца» (фр. Impression. Soleil levant), появилось название, в начале насмешливое, а затем знаменитое на весь мир: «импрессионисты».
Несмотря на бедность, именно в эти годы художник создал свои главные шедевры: «Большие бульвары» (1875), «Прогулка» (1875), «Бал в Мулен де ла Галетт» (1876), «Обнажённая» (1876), «Обнажённая в солнечном свете» (1876), «Качели» (1876), «Первый выезд» (1876/1877), «Тропинка в высокой траве» (1877).
Ренуар постепенно перестал участвовать в выставках импрессионистов. Его больше привлекал Парижский салон, открывавший путь к славе и дорогим заказам. В 1879 году он представил в салон полнофигурный «Портрет актрисы Жанны Самари» (1878) и «Портрет госпожи Шарпантье с детьми» (1878) и добился всеобщего признания, а вслед за этим финансовой независимости. Он продолжил писать новые картины — в частности, ставшие знаменитыми «Бульвар Клиши» (1880), «Завтрак гребцов» (1881), «На террасе» (1881).

### 1883—1890. «Энгровский период»

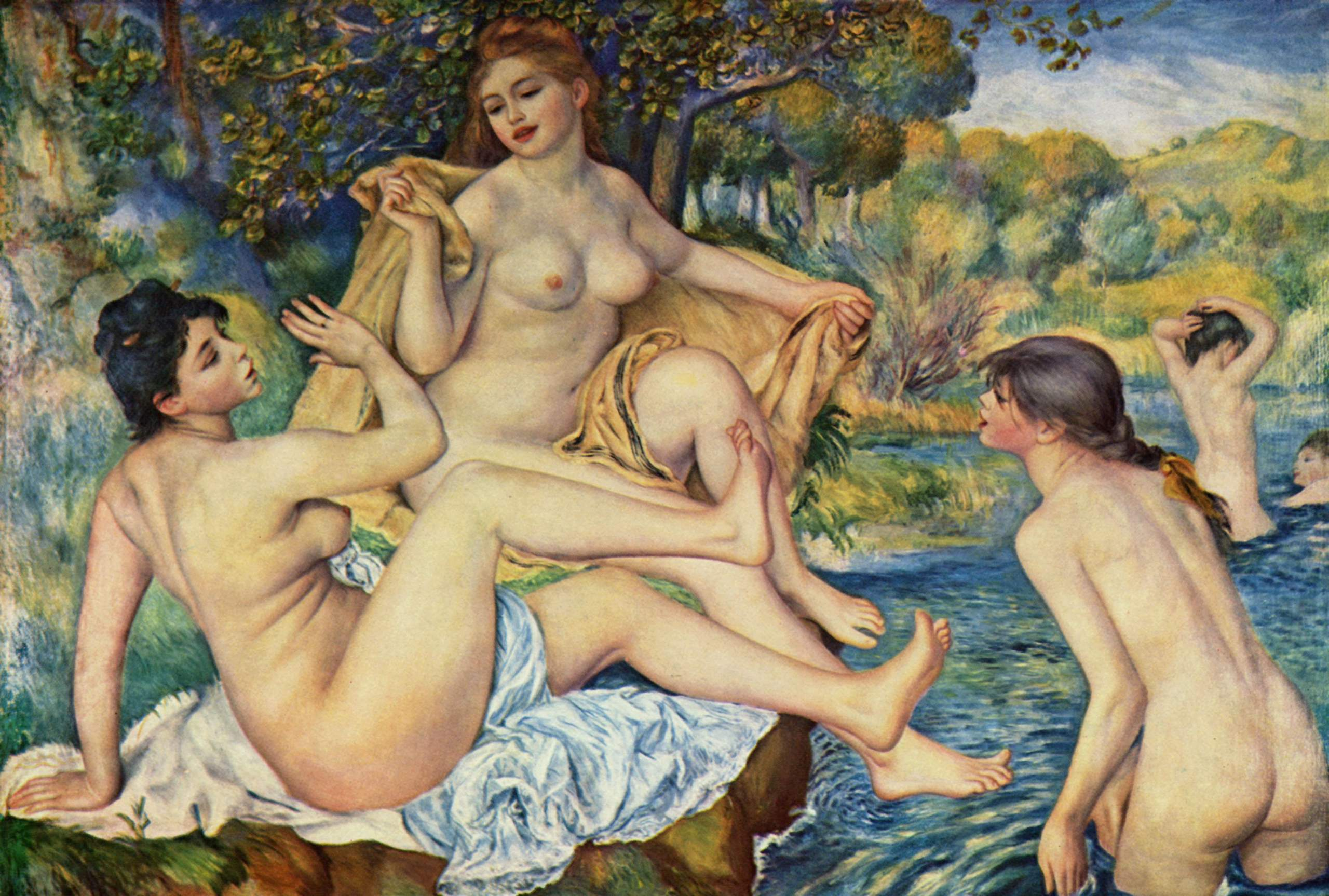
Большие купальщицы. 1884—1887. Холст, масло. Музей искусств, Филадельфия

Ренуар побывал в Алжире, затем в Италии, где близко познакомился с работами классиков искусства итальянского Возрождения, после чего направление его творчества несколько изменилось. Источником вдохновения в тот период был Ж. О. Д. Энгр, поэтому историографы Ренуара называют этот период в творчестве художника «энгровским». Сам Ренуар именовал этот период «кислым». Он написал серию картин «Танец в деревне» (1882/1883), «Танец в городе» (1883), «Танец в Буживале» (1883), а также такие картины, как «В саду» (1885) и «Зонтики» (1881/1886), где ещё заметно импрессионистское прошлое, но проявляется новый подход к живописи; окружающая среда написана в импрессионистической манере, но фигуры очерчены чёткими линиями. Наиболее известное произведение этого периода — «Большие купальщицы» (1884—1887). Для построения композиции автор впервые использовал наброски и подготовительные эскизы. Линии рисунка стали чёткими и определёнными. Краски утратили прежнюю яркость и насыщенность, живопись в целом стала выглядеть сдержанней и холоднее Для этого произведения позировали: Алина Шариго — жена художника и Сюзанна Валадон — знаменитая модель Ренуара, впоследствии также ставшая живописцем.

### 1891—1902. «Перламутровый период»

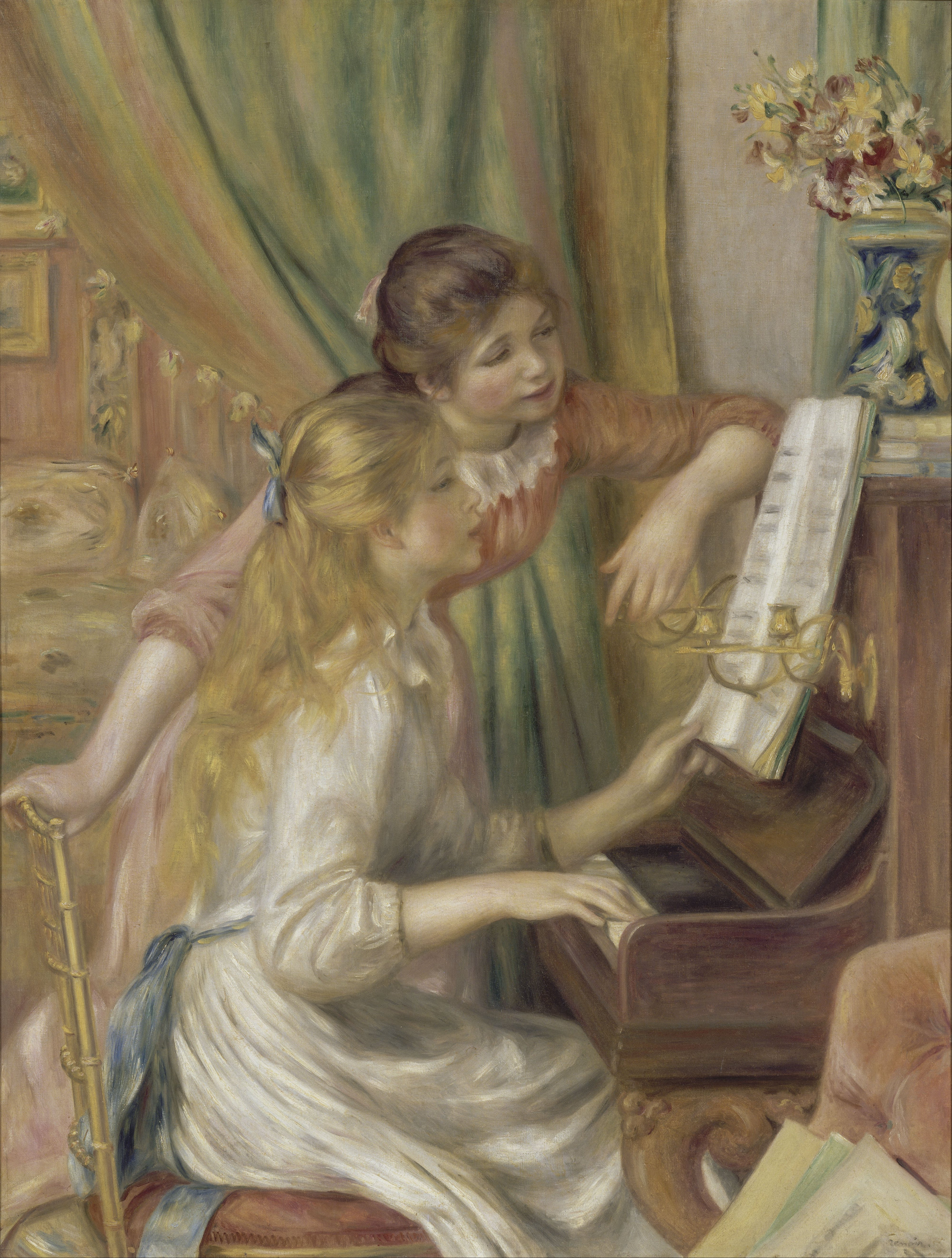
Девушки за фортепьяно. 1892. Холст, масло. Музей Орсе, Париж

В 1892 году в галерее Дюран-Рюэля открылась выставка картин Ренуара, которая прошла с большим успехом. Признание пришло и от государственных чиновников — картина «Девушки за фортепьяно» (1892) была приобретена для Люксембургского музея.
В эти годы Ренуар совершил путешествие в Испанию, где познакомился с искусством Веласкеса и Гойи.
В начале 1890-х годов в творчестве Ренуара произошли новые перемены. В живописной манере появилась переливчатость цвета, отчего этот период иногда именуют «перламутровым».
В эти годы Ренуар написал такие картины как «Яблоки и цветы» (1895/1896), «Весна» (1897), «Сын Жан» (1900), «Портрет госпожи Гастон Бернхейм» (1901). Он путешествовал в Нидерланды, где изучал произведения Вермеера и Рембрандта.

### 1903—1919. «Красный период»
«Перламутровый» период уступил место «красному», названному так из-за предпочтения оттенкам красноватых и розовых цветов. После того как посетивший Ренуара в Эссуа в 1906 году скульптор Аристид Майоль создал по заказу маршана и большого друга художников-импрессионистов Амбруаза Воллара «Бюст Ренуара», художник сам заинтересовался скульптурой и стал увлечённо заниматься лепкой и керамикой. Воллар подыскал для Ренуара помощника — Ришара Гвино. Первыми работами Ренуара-Гвино стали небольшая скульптура «Венера» и более масштабная «Венера победительница» (высота 180 см). Вместе они создали более десяти работ (по оценке Барбары Эрлих-Уайт — 14), пока в начале 1918 года Ренуар не обвинил Ришара Гвино (и попутно Воллара) в продаже скульптур, созданных якобы от его имени, но к которым он не имел никакого отношения. Однако этот случай не охладил стремление художника к скульптуре и в конце жизни он стал работать со своим новым помощником — Луи Морелем.
Ренуар по-прежнему писал солнечные пейзажи, натюрморты с яркими цветами, портреты своих детей, обнажённых женщин, создал картины «Прогулка» (1906), «Портрет Амбруаза Воллара» (1908), «Габриель в красной блузе» (1910), «Букет роз» (1909—1913), «Женщина с мандолиной» (1919).

### Эволюция стиля и живописной манеры художника
Пьер Огюст Ренуар прославлен исключительно жизнерадостным мироощущением, которое он сумел выразить в своей живописи. В зрелый период творчества он выработал собственный «фарфоровый» стиль, лёгкой и приятной, слегка салонной и сентиментальной живописи с образами милых женщин и детишек, радующихся жизни. И всё это сочеталось с «гладкой» живописной манерой. «Талант Ренуара — столь яркое воплощение жизнерадостного галльского духа, такого искреннего и динамичного, что невольно прощаешь художнику излишнюю сладость, откровенную сентиментальность и даже слабость формы старческих произведений». Снобы прозвали такую живопись «ренуарами вкусовых извращений» .
В сравнении с другими, более глубокими французскими живописцами, Ренуар, действительно, в некоторых картинах излишне слащав, иногда примитивен по цвету с «открытыми» зелёными, красными и розовыми тонами. Но всё его творчество объединено улыбкой и лёгким парижским шармом. Эдуард Мане вообще считал, что Ренуар «просто добрый малый, которого случайно занесло в живопись». Замечательно, что при всепобеждающем эротизме своих «ню» Ренуар в равной степени любил изображать цветы и детей. Воплощённые им образы настолько очаровательны, что почти незаметными становятся одинаковость женских и детских глаз, из картины в картину повторяющиеся сладострастные позы «фарфорово-розовых» женских тел, наивно стилизованных под невинных девочек-подростков, струящихся волос и блуждающих улыбок" .

 «Ренуаровские женщины кажутся дочерьми фрагонаровских маркиз, галантных дам Ватто и Буше… Ренуар залил женское тело пылающими и сжигающими поцелуями солнца, он рассыпал по нему сапфиры густолиственной тени… собрал солнечные лучи в золотые космы женских волос, в розовые сгустки женского тела» 

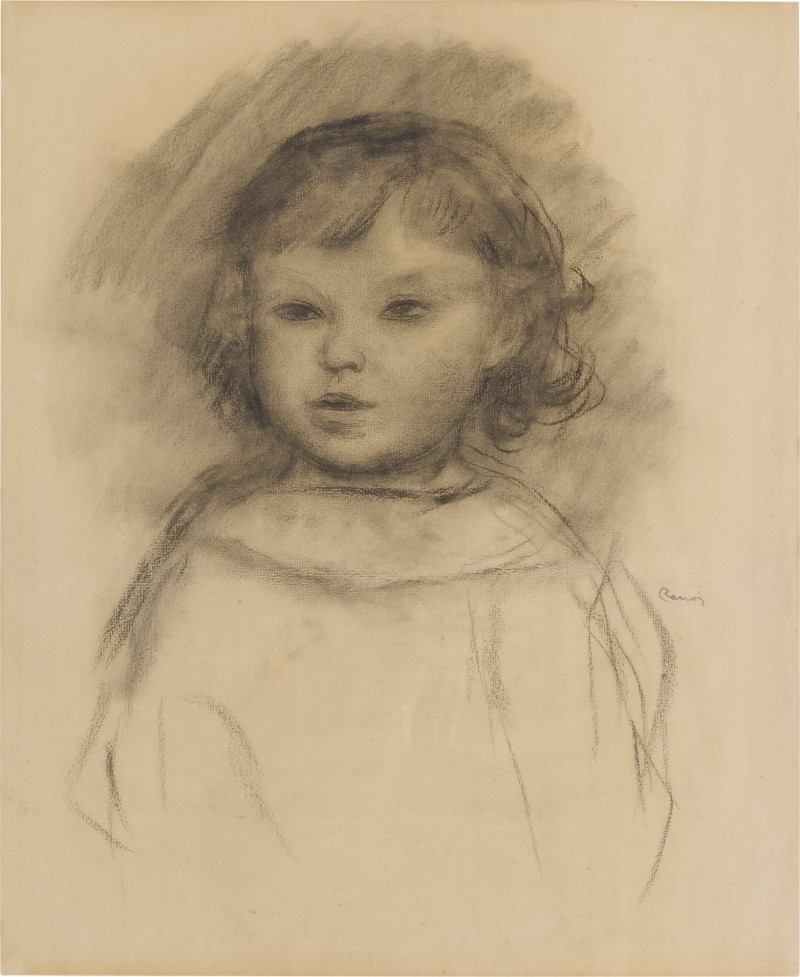
Голова ребёнка. Бумага, уголь. Частное собрание
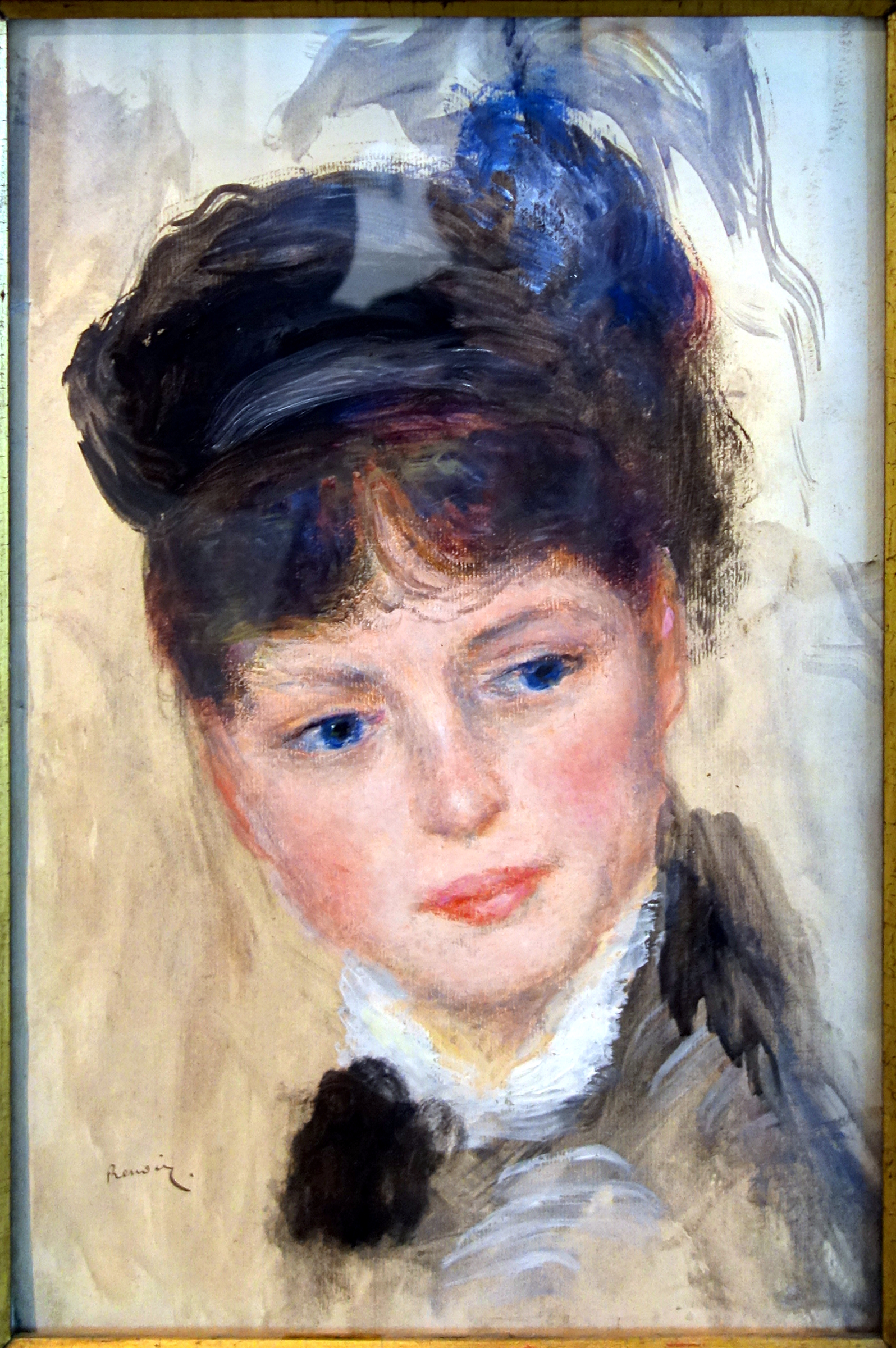
Молодая женщина в чёрной шляпе. 1885. Бумага, карандаш, акварель, гуашь. Дворец изящных искусств, Лилль
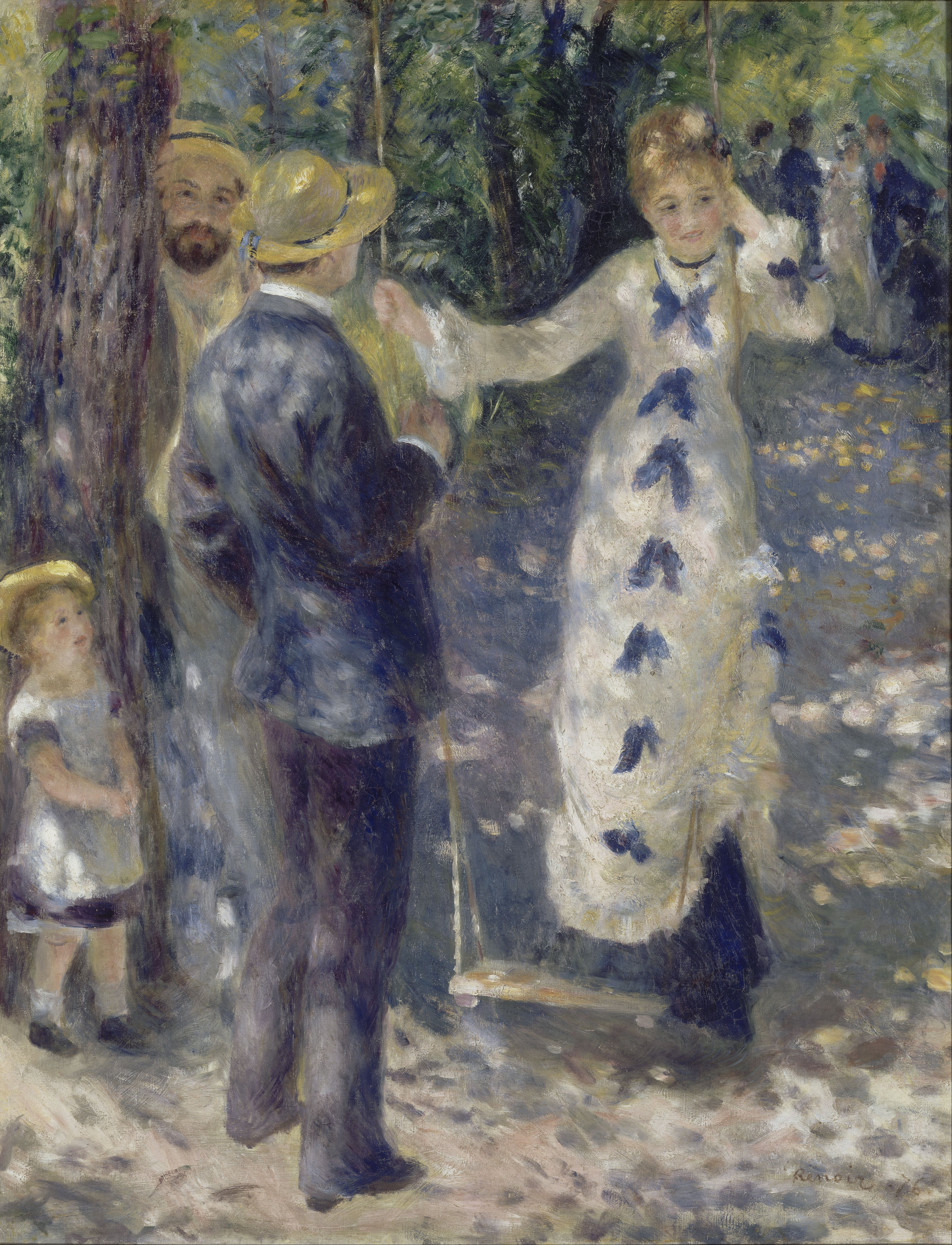
Качели. 1876. Холст, масло. Музей Орсе, Париж
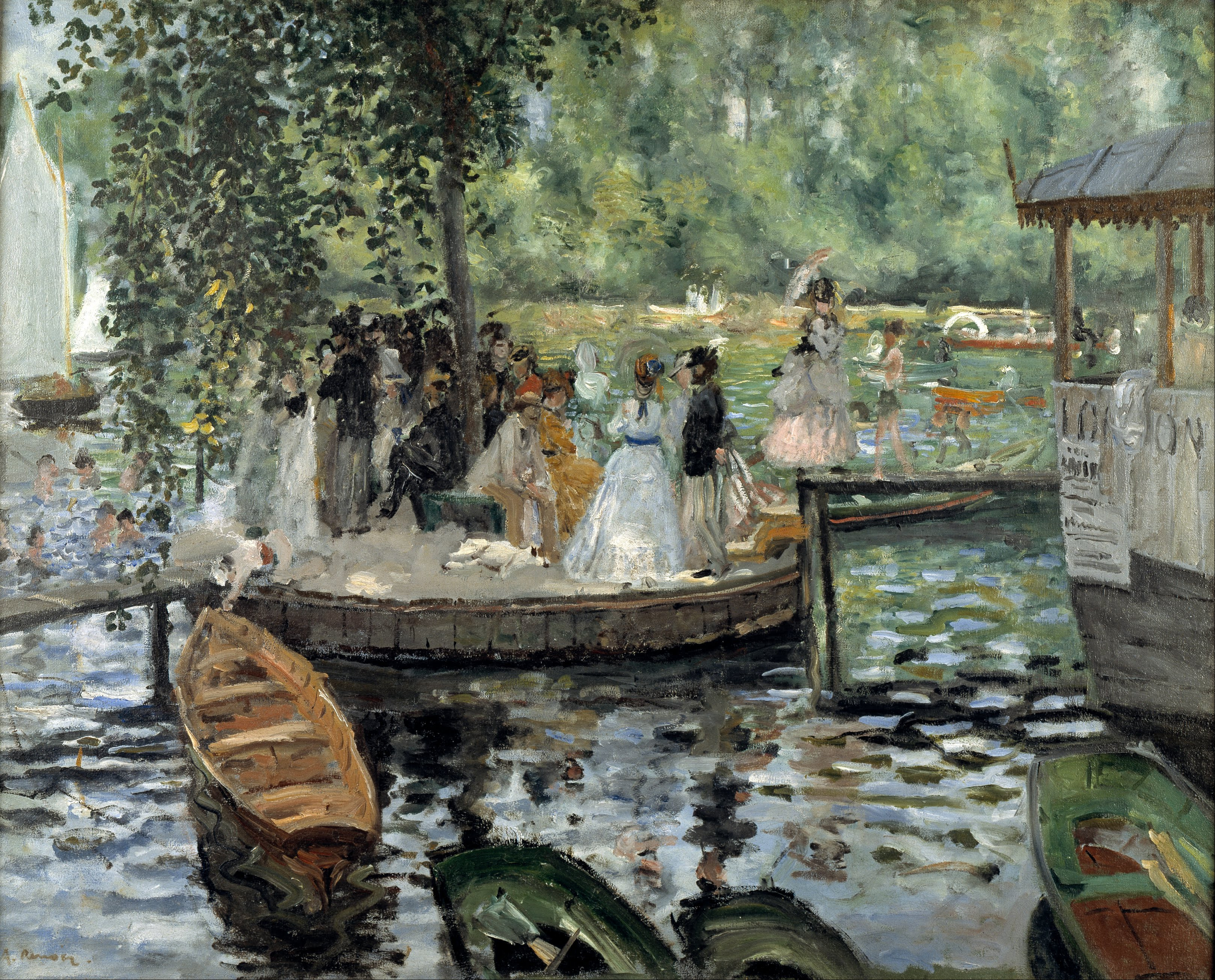
«Лягушатник». 1869. Холст, масло. Национальный музей изобразительных искусств, Стокгольм
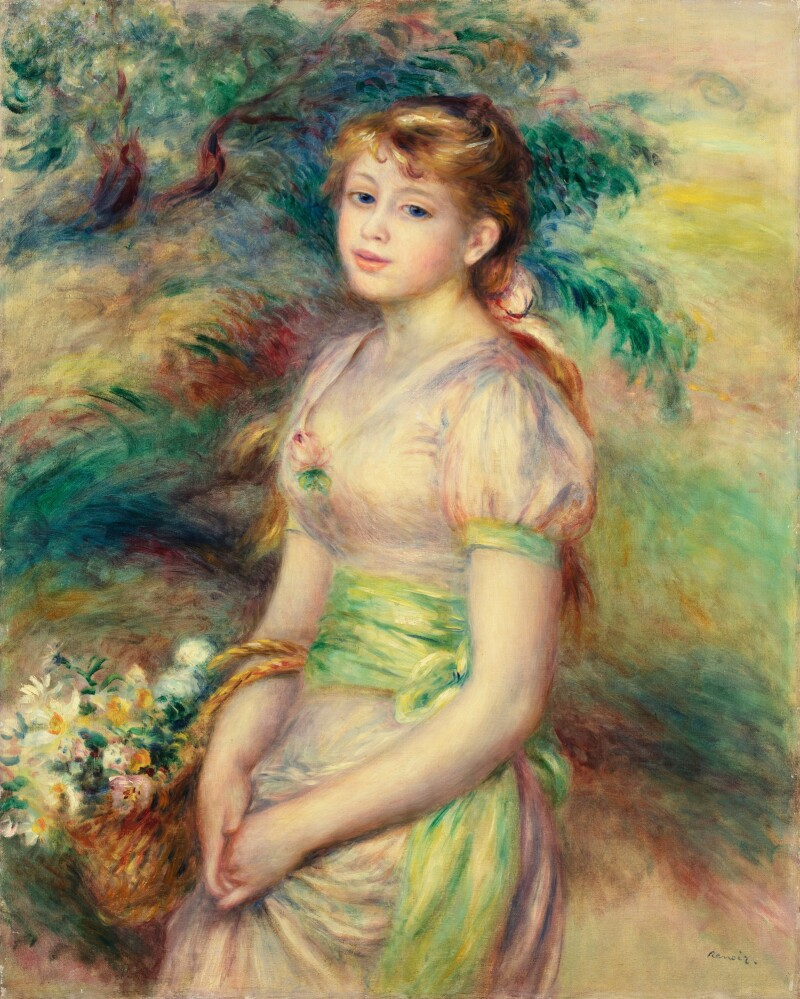
Молодая девушка с корзиной цветов. Ок. 1890. Холст, масло. Частное собрание
Две сестры (На террасе). 1881. Холст, масло. Чикагский институт искусств, Иллинойс, США
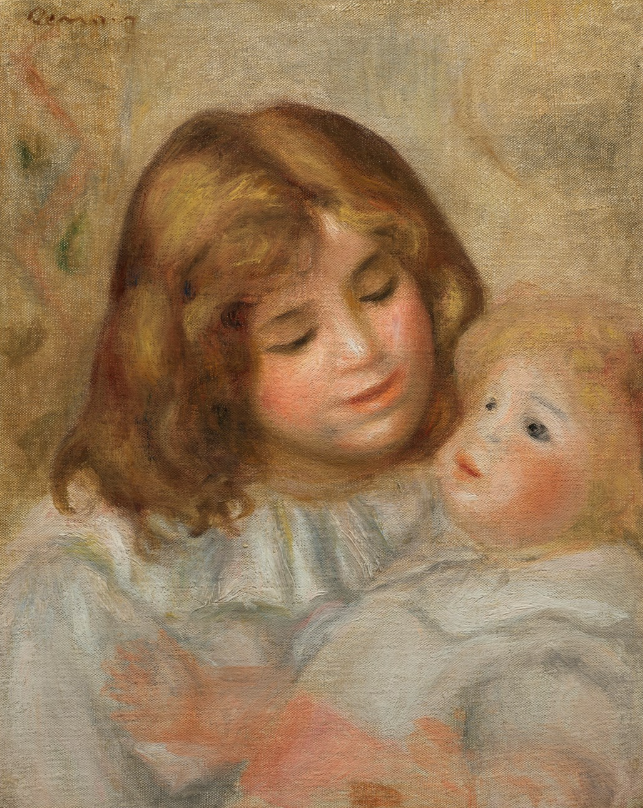
Маленькая девочка с куклой. Между 1897 и 1900. Холст, масло. Частное собрание
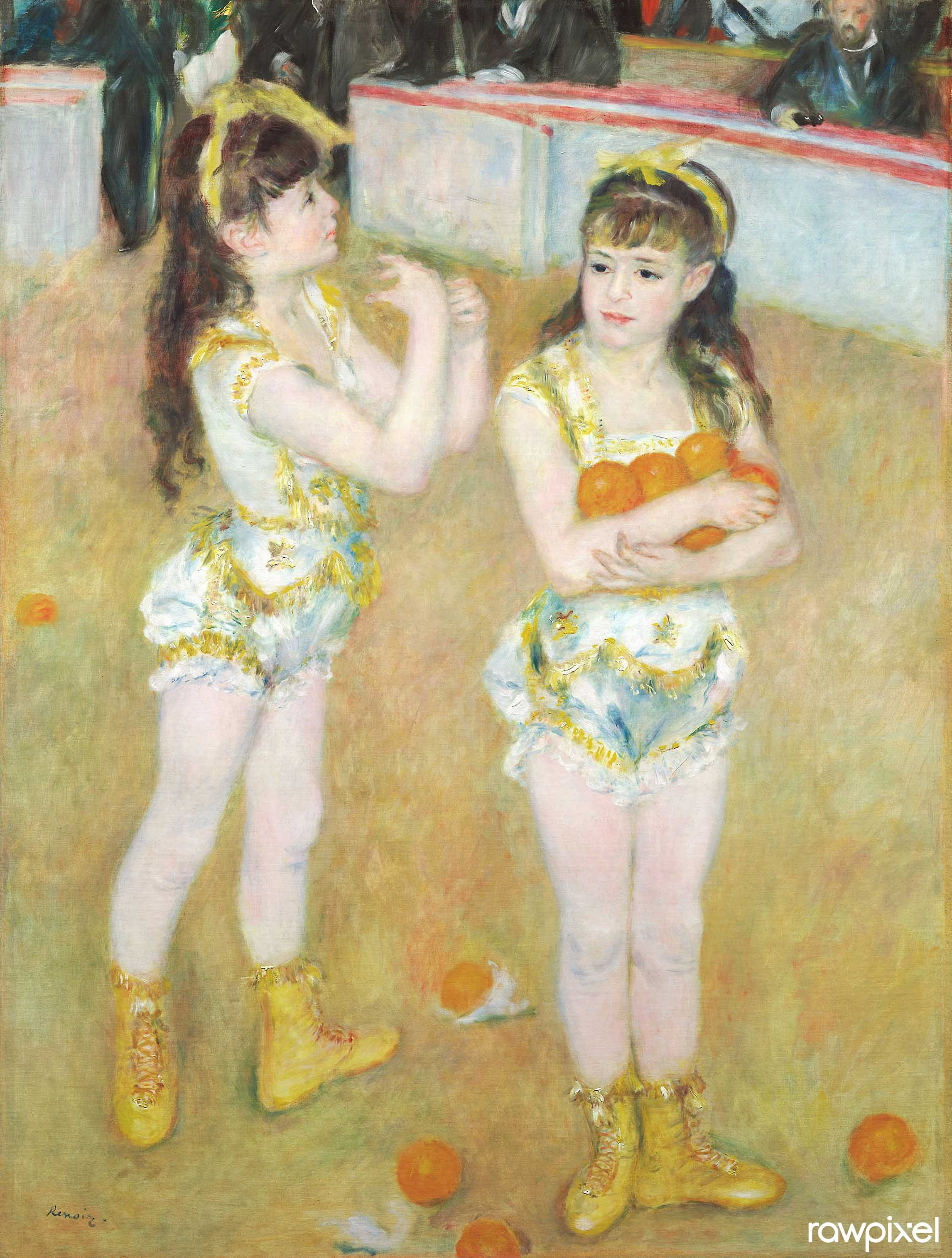
Акробатки в цирке Фернандо (Франциска и Анджелина Вартенберг). 1879. Холст, масло. Чикагский институт искусств, Иллинойс, США
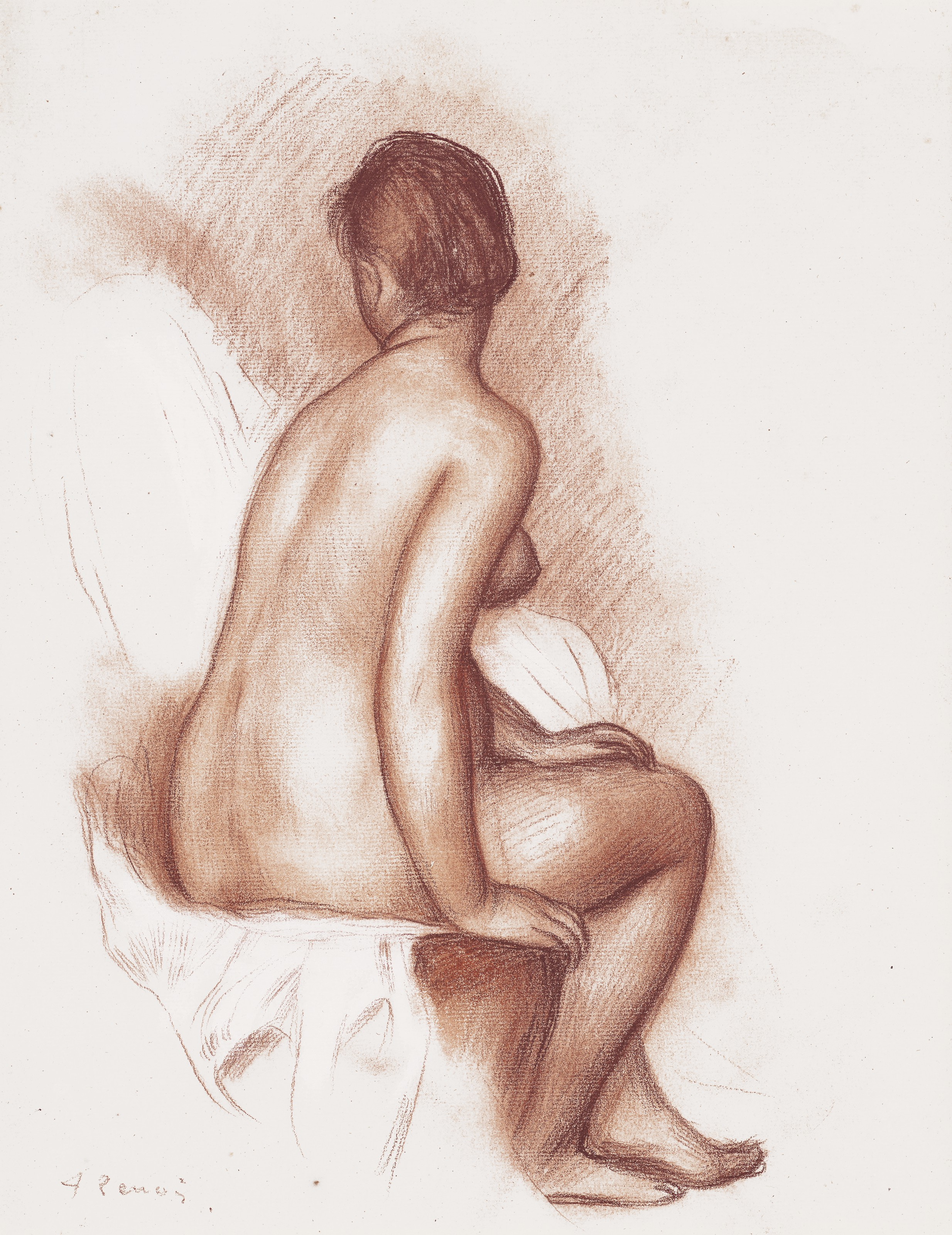
Сидящая женщина. Бумага на дереве. Сангина, частное собрание
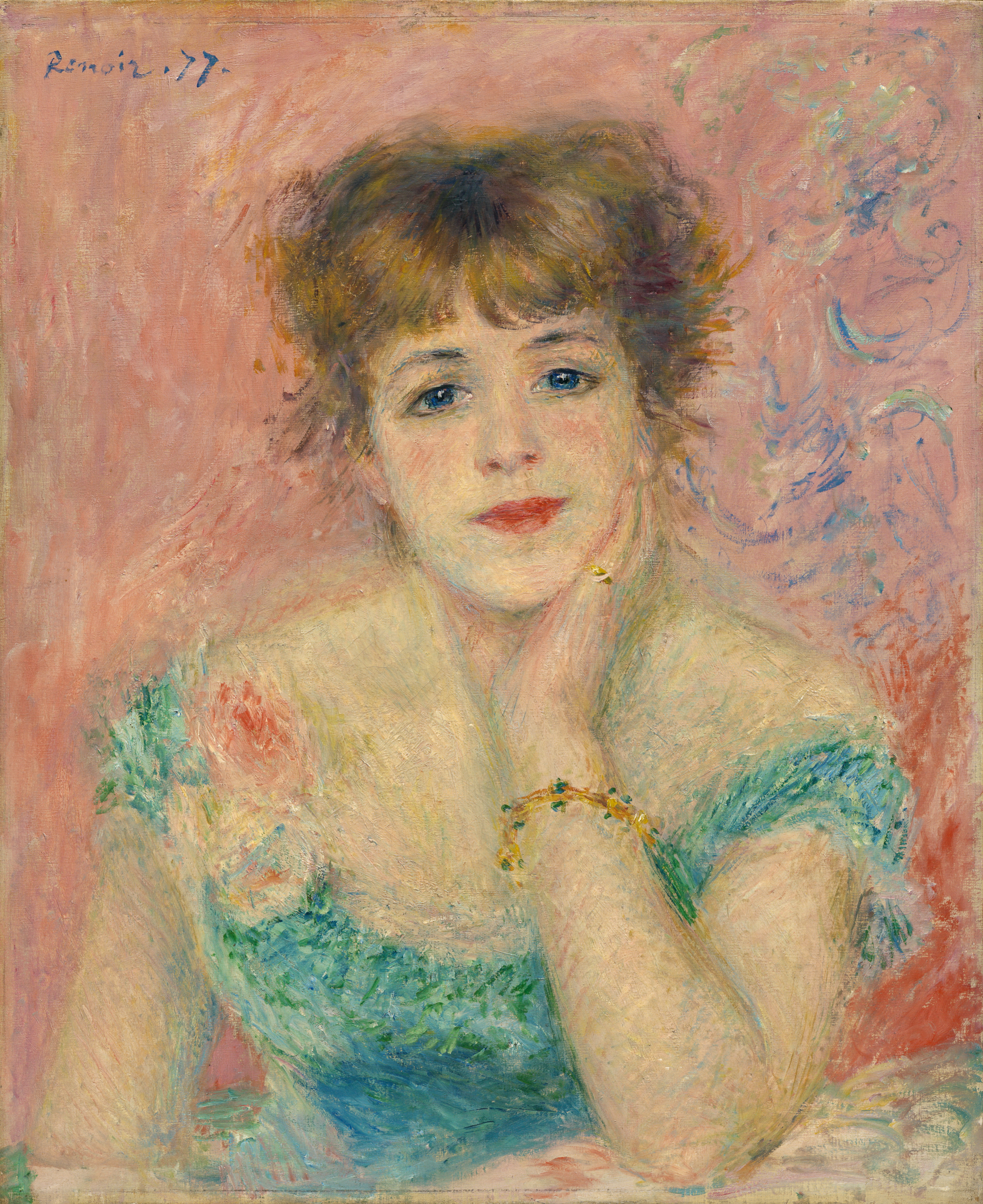
Портрет актрисы Жанны Самари. 1877. Холст, масло. Государственный музей изобразительных искусств имени А. С. Пушкина, Москва
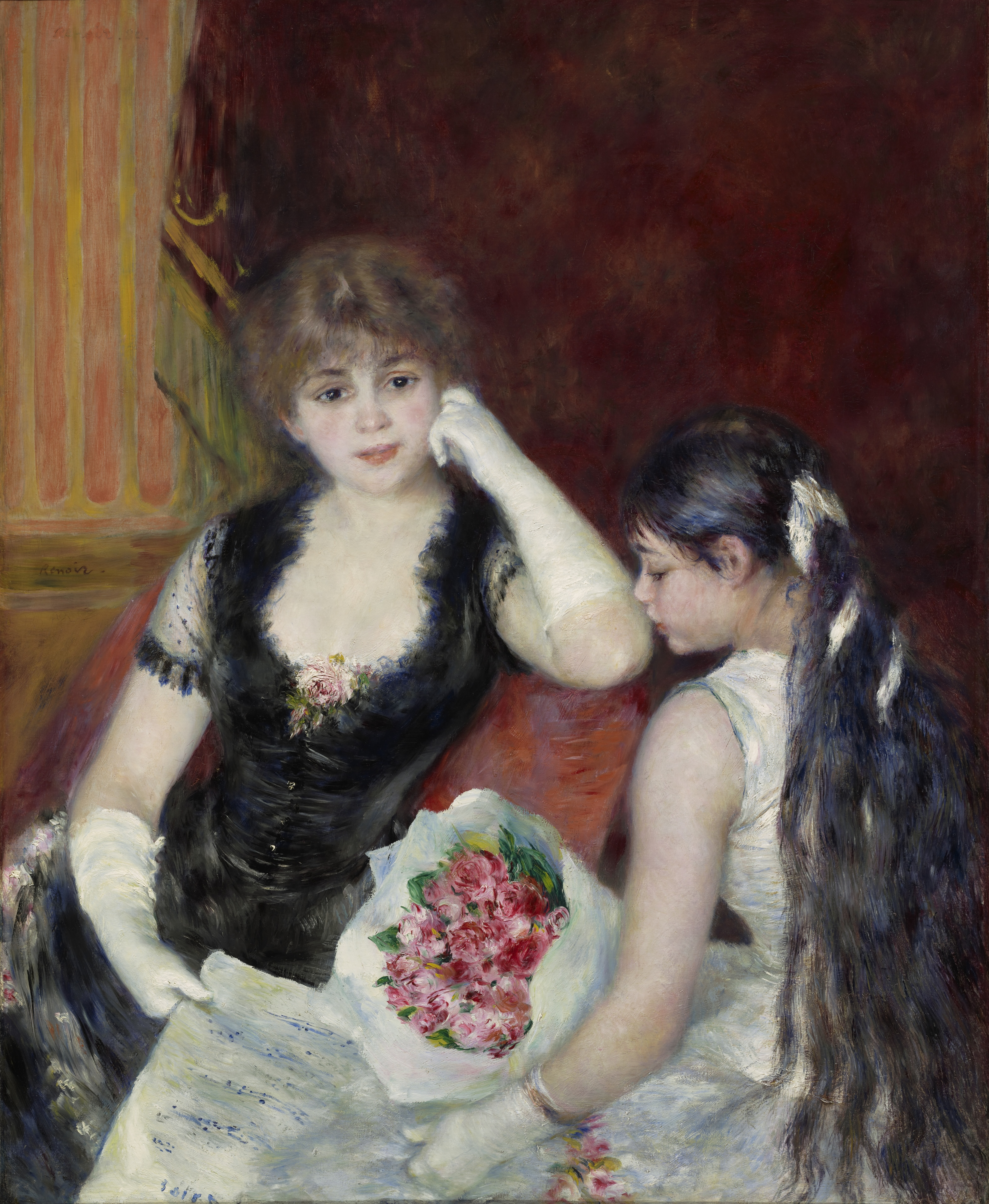
Ложа в театре. 1880. Холст, масло. Институт искусств Стерлинга и Франсин Кларк, Массачусетс, США
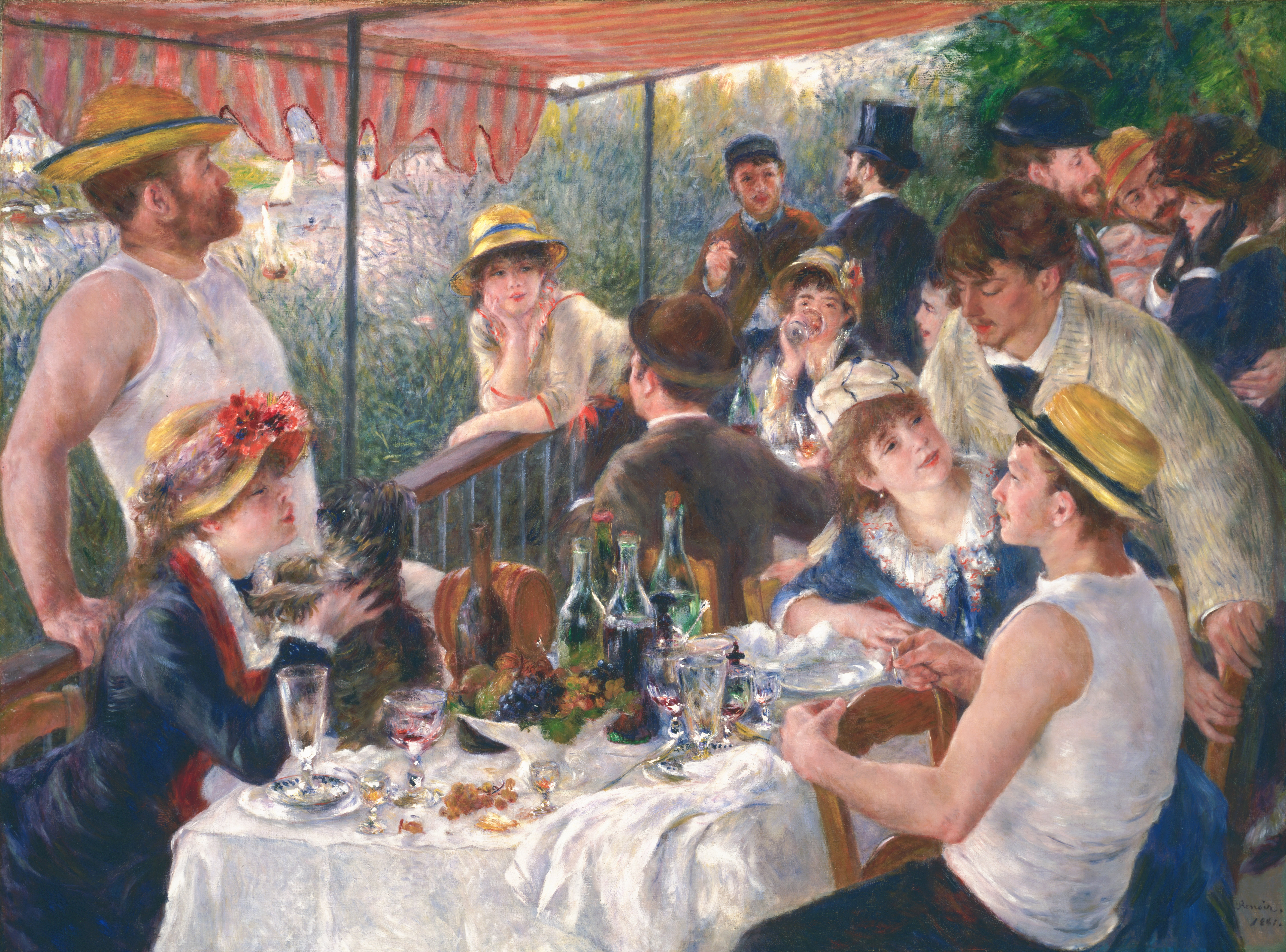
Завтрак гребцов. Ок. 1880. Холст, масло. Коллекция Филипс, Вашингтон
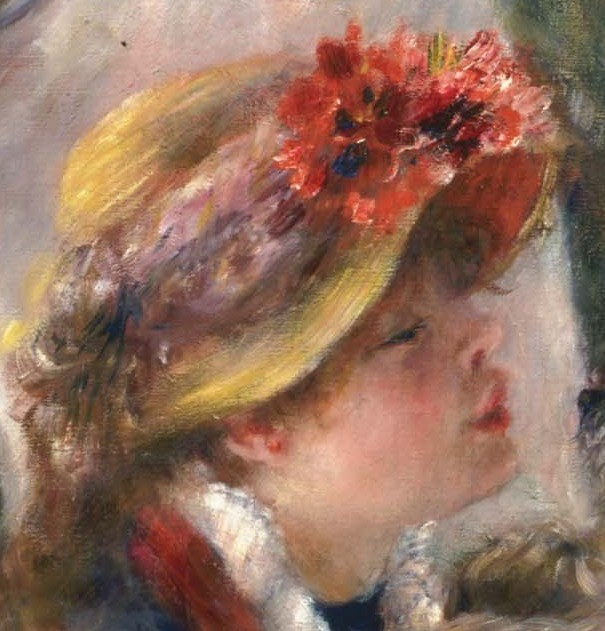
Деталь картины (Алина Шариго)
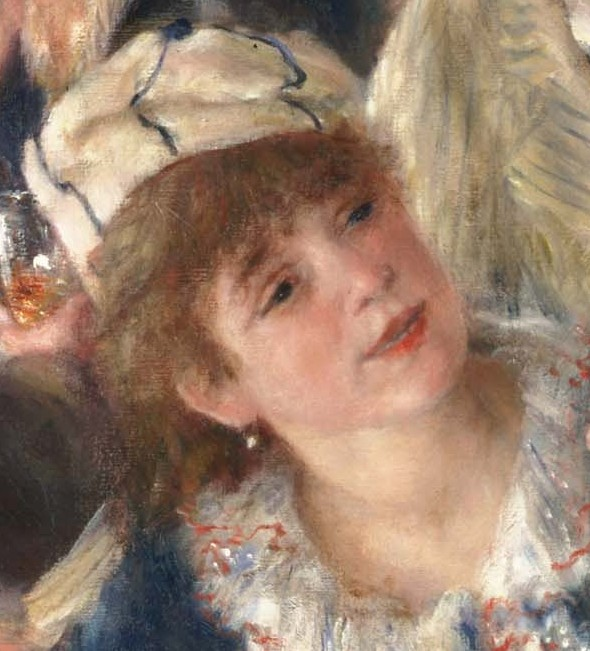
Деталь картины (Анжела Лего)
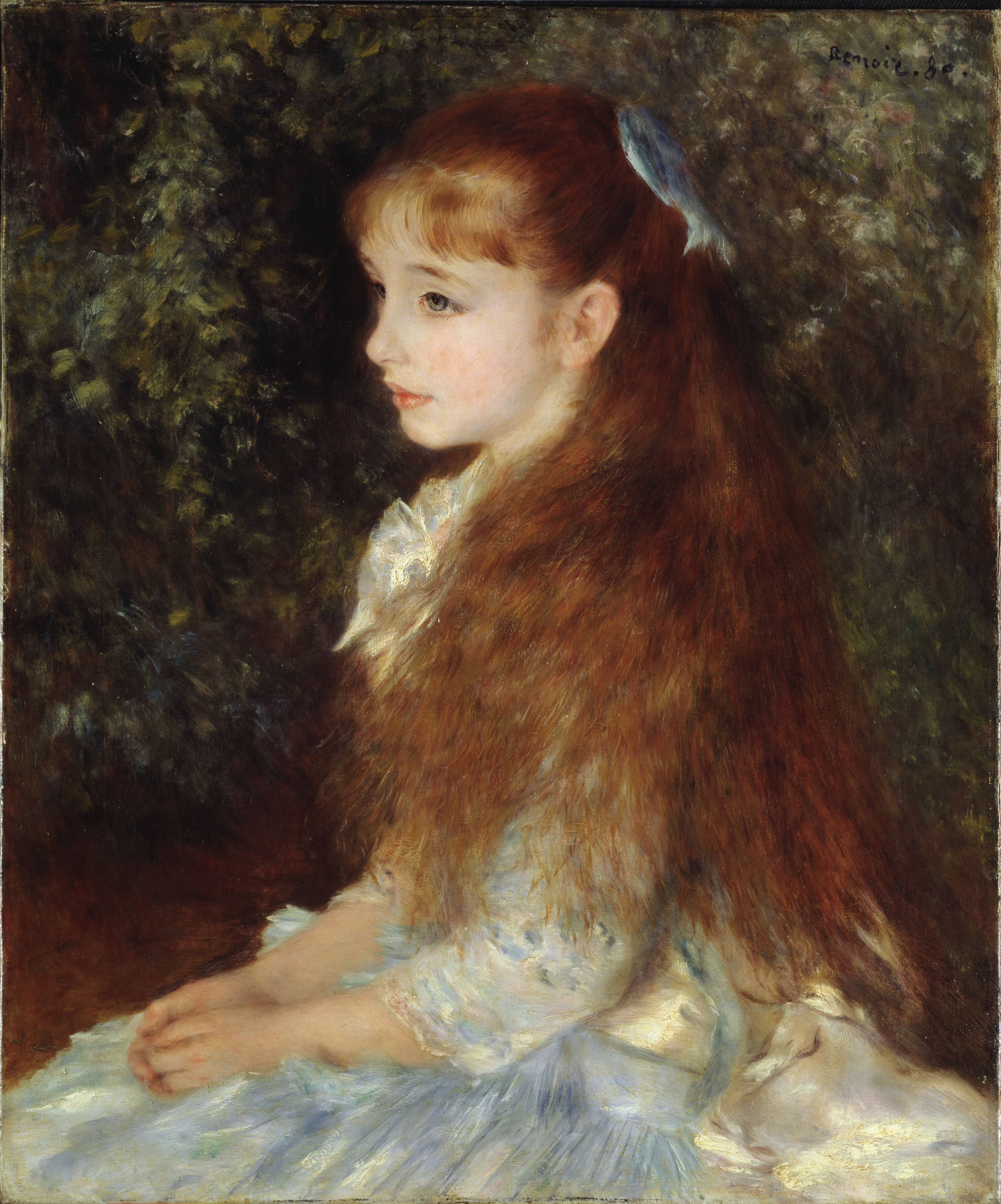
Портрет мадемуазель Ирен Кан д'Анвер. 1880. Холст, масло. Собрание Фонда Эмиля Бюрле, Цюрих

В отличие от своих друзей импрессионистов Ренуар всегда имел успех у публики. Он любил выставлять свои произведения в Парижском салоне. Как и Эдгар Дега, он мечтал написать большую «настоящую картину», подобную произведениям старых мастеров. Он сам считал своё искусство продолжением французской живописи XVIII века. Проработав до глубокой старости, он всё больше влюблялся в жизнь. В последние годы стареющий художник любил наблюдать, как несколько обнажённых натурщиц свободно ходили по его мастерской, смеялись, разговаривали, пели — «Модель должна присутствовать, зажигать…».
Поздний период творчества художника "на первый взгляд кажется странным и даже упадочным. Он явно стремился «повернуть назад». Он стал использовать классические темы и сюжеты. В «Купальщицах» (1884—1887) попытался построить композицию на строгом рисунке и пластике линий, что в корне противоречило идеям импрессионизма. Обнажённым телам Ренуар пытался придать как можно больше материальности, используя «плотную моделировку» и мелкий извивающийся мазок. От этого форма обретала «обтекаемый», несколько вялый характер, но «светилась внутренним светом». Этот поздний стиль позднее назвали «перламутровым» .
Ренуар говорил, что с годами особенно полюбил «изображать плоть, которая хорошо отражает свет… А какое удовольствие рисовать женские руки!» и, словно чувствуя недостаточность этого заявления, добавлял: «Если бы Господь не создал женской груди, я бы не стал заниматься живописью!» .
Подражать Ренуару невозможно. Тем не менее, «русским Ренуаром» называли «очень французского» по духу русского художника Константина Рудакова.

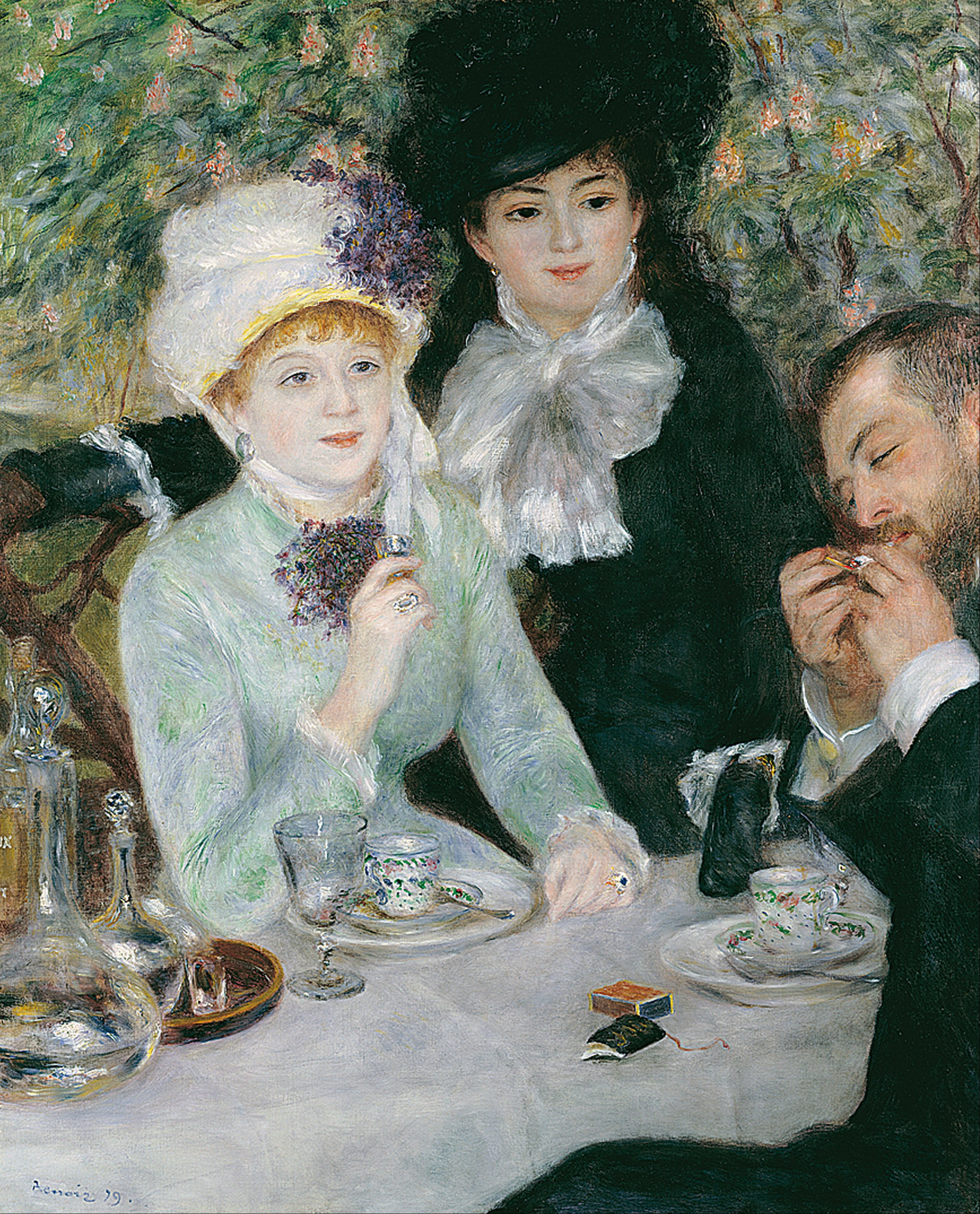
После завтрака. 1879. Холст, масло. Штеделевский художественный институт, Франкфурт-на-Майне
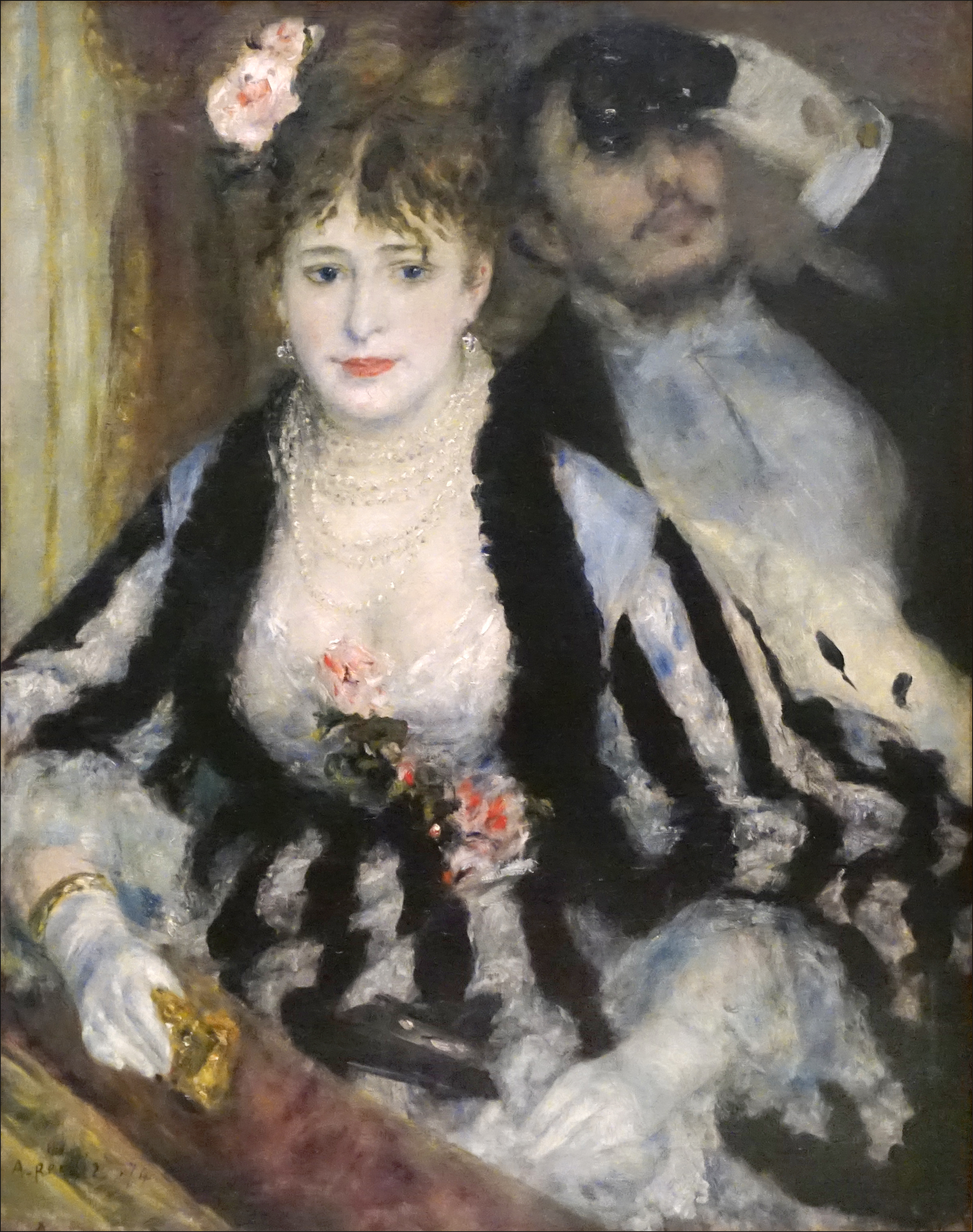
Ложа. 1874. Холст, масло. Институт искусства Курто, Лондон
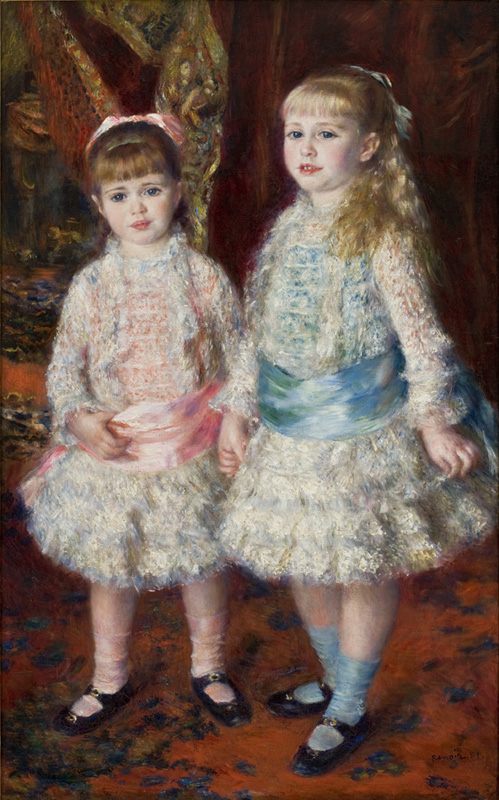
Розовое и голубое. 1881. Холст, масло. Художественный музей Сан-Паулу, Сан-Паулу, Бразилия
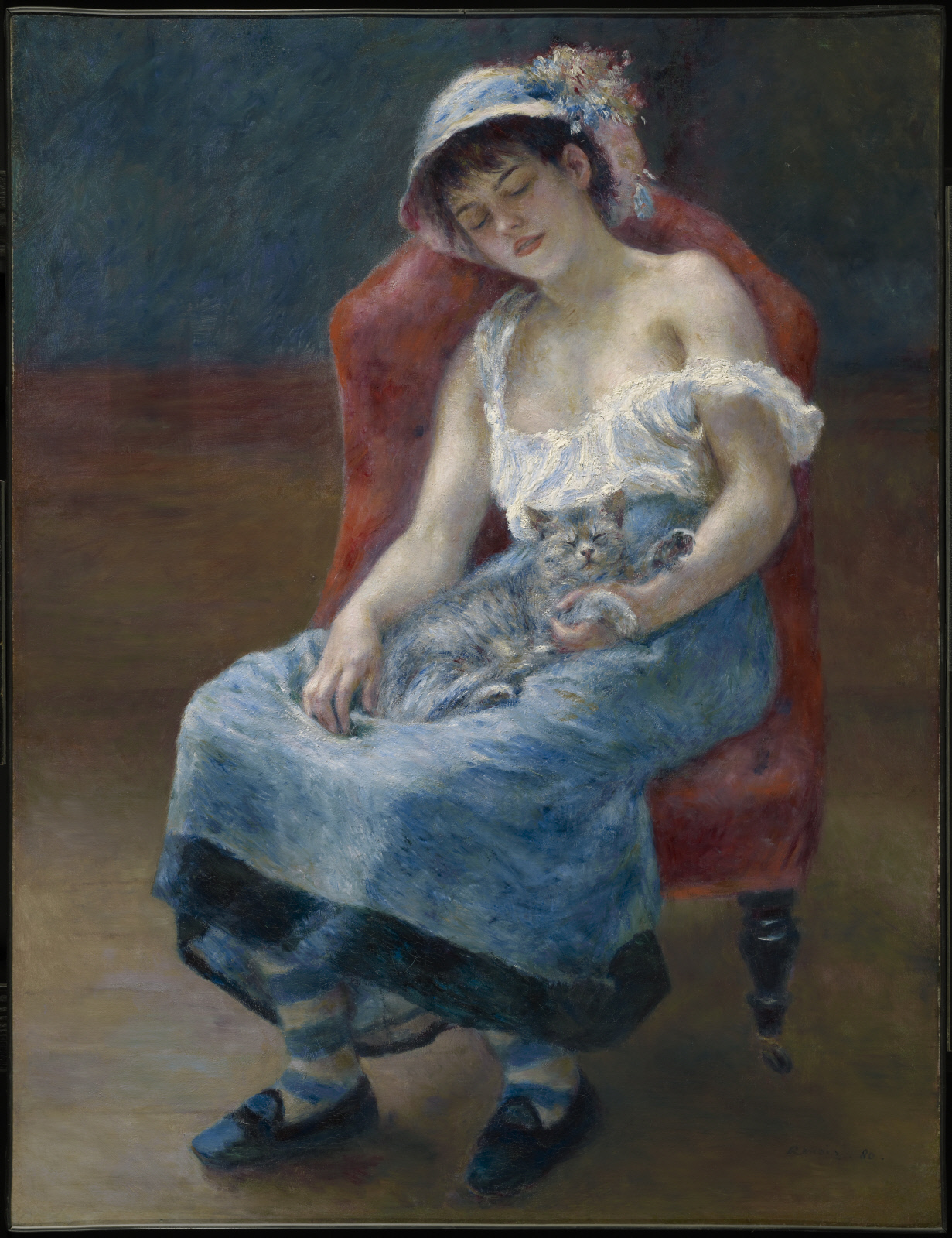
Девушка с кошкой. 1880. Холст, масло. Институт искусств Стерлинга и Франсин Кларк, Массачусетс, США
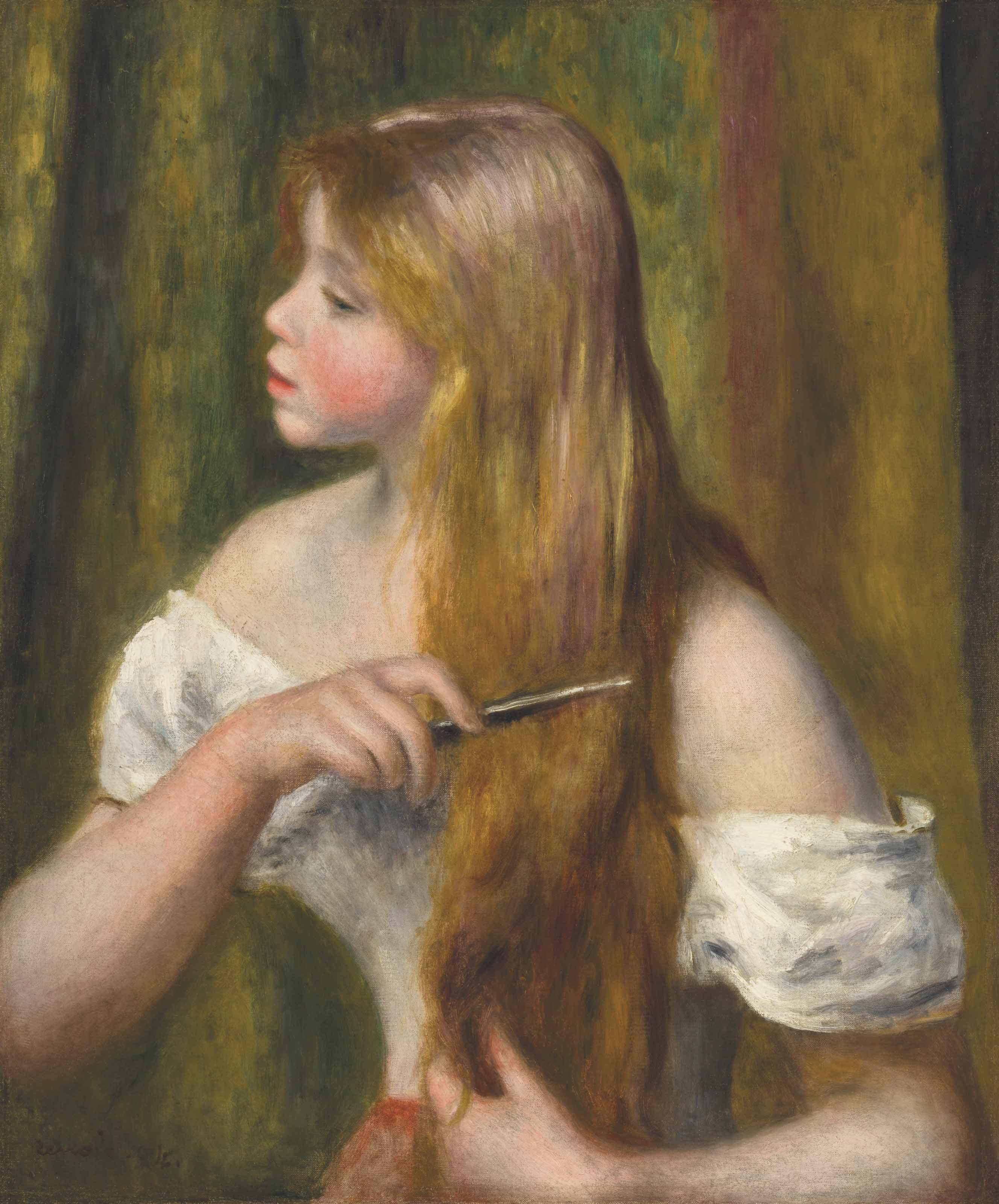
Причёсывающаяся молодая девушка. 1894. Холст, масло. Частное собрание
Обнажённая женщина в пейзаже (Сюзанна Валадон). 1883. Холст, масло. Музей Оранжери, Париж
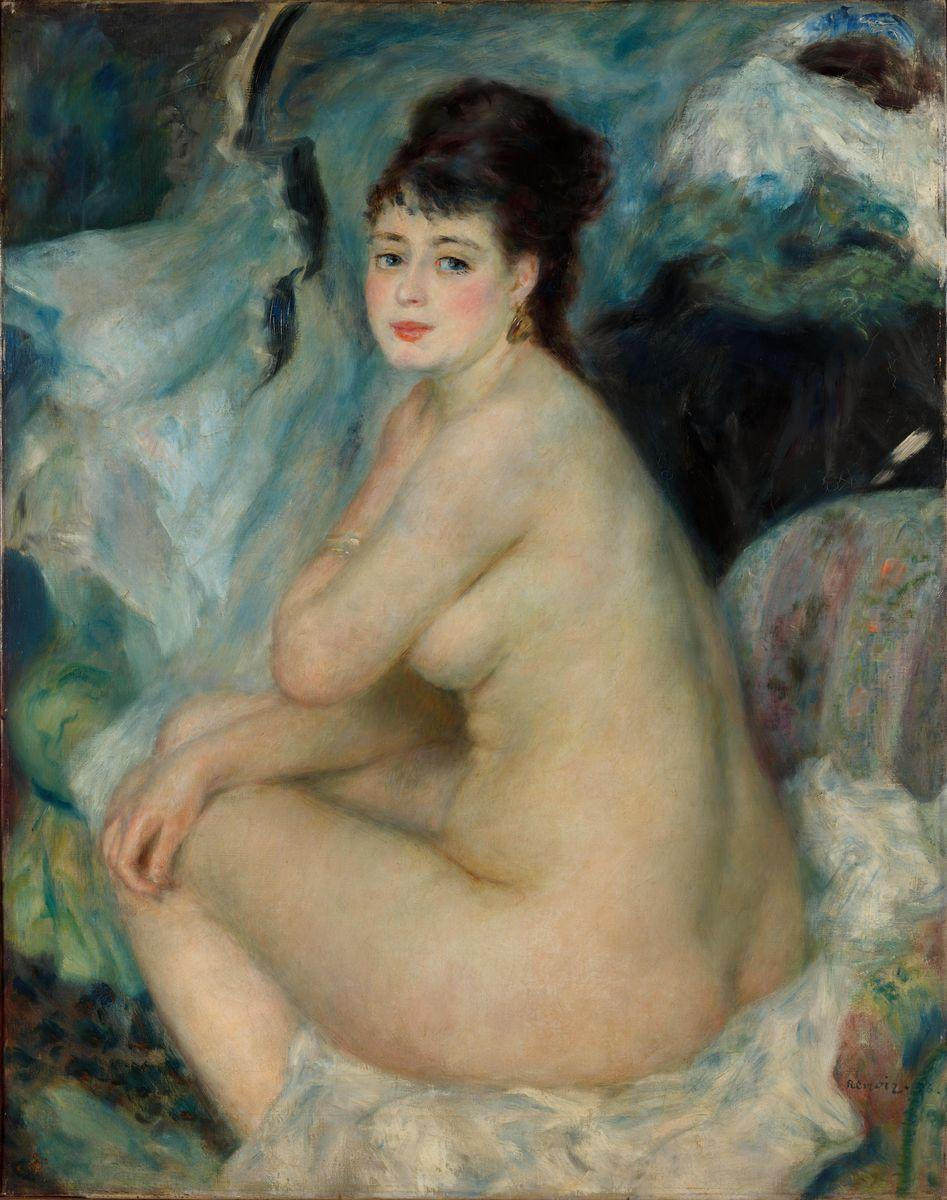
Обнажённая (Сюзанна Валадон). 1876. Холст, масло. Государственный музей изобразительных искусств имени А. С. Пушкина, Москва
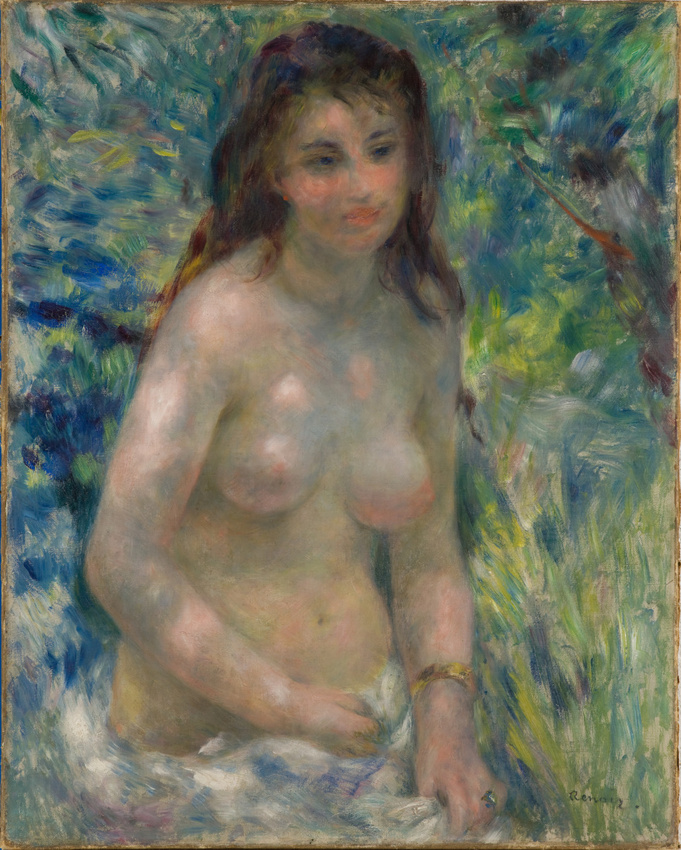
Этюд торса. Эффект солнца. 1876. Холст, масло. Музей Орсе, Париж
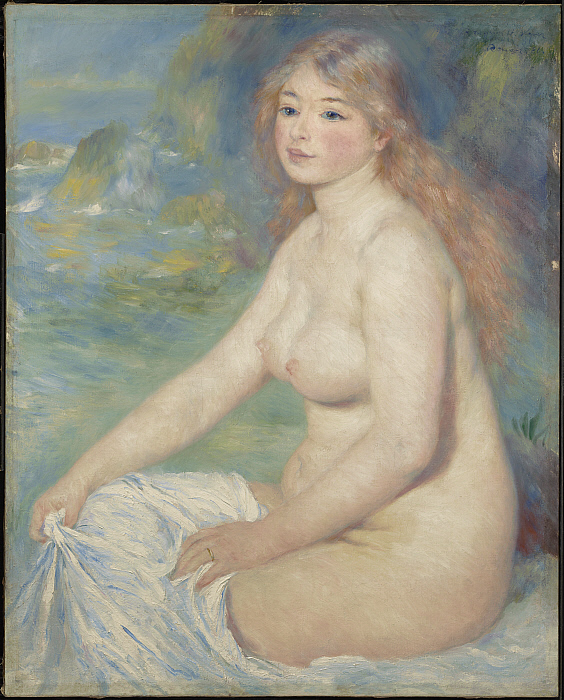
Русая купальщица (Алина Шариго). 1881. Холст, масло. Институт искусств Стерлинга и Франсин Кларк, Массачусетс, США
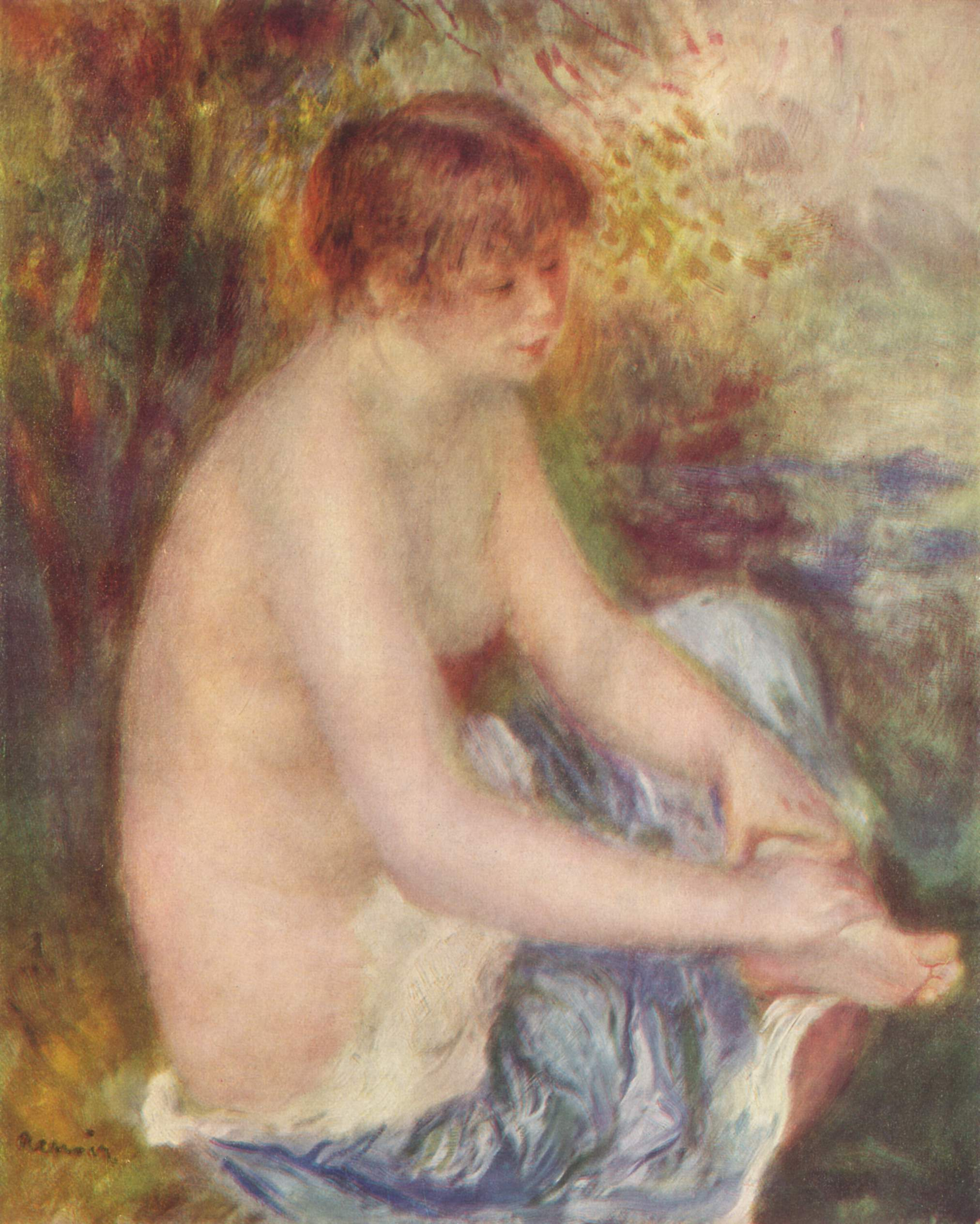
Маленькая обнажённая в голубом. 1878. Холст, масло. Художественная галерея Олбрайт-Нокс, Буффало, США
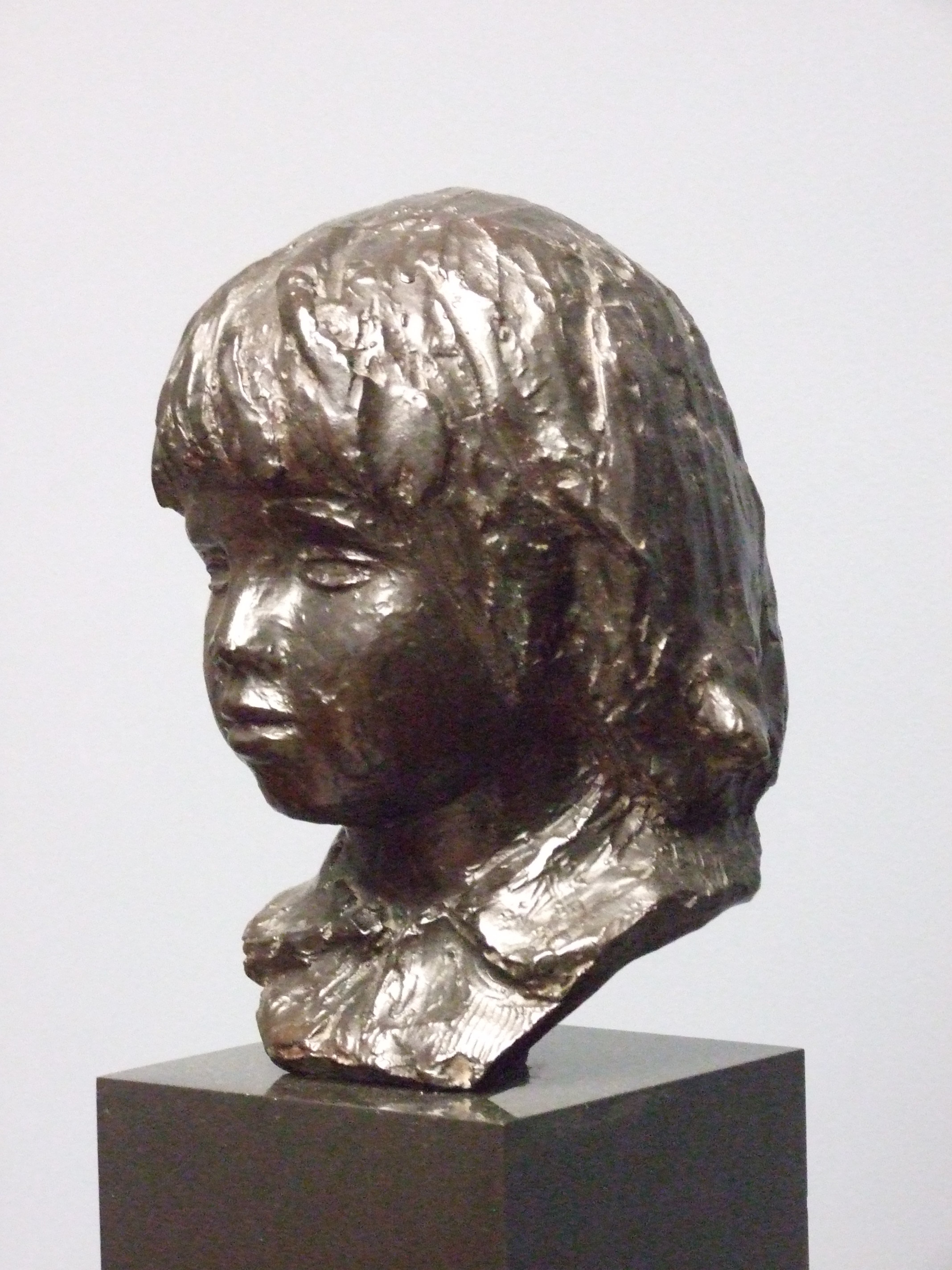
Бюст Коко (Клод Ренуар). 1908. Бронза. Штеделевский художественный институт, Франкфурт-на-Майне

## Память
- В 1921 году книгу об Огюсте Ренуаре «Ренуар и его друзья» написал его друг, журналист Жорж Ривьер.
- Воспоминания о Ренуаре опубликовал маршан и друг живописцев-импрессионистов Амбруаз Воллар (Издания 1918, 1920, 1938; на рус. яз.: 1934).
- Близким другом Огюста Ренуара был Анри Матисс, который почти на двадцать восемь лет был младше него. Когда Ренуар оказался из-за болезни прикованным к постели, Матисс навещал его каждый день. Ренуар, парализованный артритом, превозмогая боль, продолжал писать картины. Однажды, наблюдая за тем, с какой болью даётся ему каждый мазок кисти, Матисс не выдержал и спросил: «Огюст, почему вы не оставите живопись, вы же так страдаете?» Ренуар ограничился лишь ответом: «La douleur passe, la beauté reste» (Боль проходит, а красота остаётся). И в этом был весь Ренуар, творивший до последнего вздоха
- В фильме «Амели» сосед главной героини Рамон Дюфаэль на протяжении десяти лет делает копии картины Ренуара «Завтрак гребцов».
- В честь Ренуара назван кратер[англ.] на Меркурии.
- В 2016 году в его честь в России был выпущен почтовый конверт.